# 東日本旅客鉄道
東日本旅客鉄道株式会社（ひがしにほんりょかくてつどう、英: East Japan Railway Company）は、東日本を中心として旅客鉄道等を運営する日本の鉄道事業者。JRグループの旅客鉄道会社の一つ。通称はJR東日本（ジェイアールひがしにほん）、英語略称はJR East。きっぷの地紋には「E」と記されている。コーポレートカラーは緑色。本社は東京都渋谷区。東京証券取引所プライム市場上場企業。日経平均株価およびTOPIX Large70の構成銘柄の一つ。
1987年4月1日に、国鉄分割民営化に伴い日本国有鉄道（国鉄）から長野鉄道管理局、新潟鉄道管理局及び東北・関東地方の各鉄道管理局 が管理していた鉄道事業を引き継いで発足した。
日本国内では東北地方、関東地方、甲信越地方を中心とした地域に鉄道路線を保有して運営しているほか、多様な関連事業を手掛けている。また、国際業務部が他社やグループ企業と連携して、海外事業も展開している。鉄道を運営する会社としては輸送人数×距離で世界最大、運輸収入ではドイツ鉄道と比肩する規模である。
2012年に発表した『グループ経営構想V 〜限りなき前進〜』で経営の方向性として定めたJR東日本グループのコンセプトワードは「地域に生きる。世界に伸びる。」。また、2016年10月に「今後の重点取組み事項」を更新し、コミュニケーションスローガンとして「TICKET TO TOMORROW 未来のキップを、すべての人に。」を制定。以後、CM等で頻繁に使用している。

## 概況
日本の人口の3割強が住む首都圏に多くの在来線の営業路線を持ち、通勤・通学など東京とその周辺での旅客輸送を主力とする。首都圏の在来線以外にも東北新幹線・上越新幹線・北陸新幹線（上越妙高駅以東）及びミニ新幹線の秋田新幹線・山形新幹線などの複数の新幹線を運営しており、首都圏と東日本各地の長距離輸送を担っている。
1日の平均輸送人員は約1,659万人（2010年度実績）、年間の売り上げは2兆7,000億円近く（連結）に上り、そのうち1兆1,153億円が関東圏の通勤・通学路線の運輸収入、4,909億円が新幹線の運輸収入である（2007年度）。
2023年3月1日時点の路線の営業キロは計7,302.2 km（BRT区間除く） で、JRグループ各社の中で営業路線は最長であり、2024年3月31日時点の社員数（単体）は39,843人 とJRグループの中では最も多く、日本最大の鉄道事業者である。JRグループで完全民営化した西日本旅客鉄道（JR西日本）、東海旅客鉄道（JR東海）、九州旅客鉄道（JR九州）の4社中では最も早い、2002年に完全民営化を果たした。
ドル箱路線である山手線の駅を筆頭に、新宿駅や渋谷駅などの世界的な乗降客数を有する駅を多数運営しているうえ、国鉄分割民営化時に国鉄が所有していた不動産などの優良資産や国鉄関連会社株を多く引き継いだ。2018年時点での土地保有額では鉄道会社の中でJR東海に次いで2位、全産業中5位である。一方で、人口の少ない東北地方を中心に、多数の赤字ローカル線を抱えている。
JRグループ各社の中では早くから大手私鉄のように鉄道事業以外の事業（非鉄道事業）に進出する多角化を積極的に行っている。JR東日本は鉄道以外の事業を「生活サービス事業」と分類しており、その内容は駅の構内売店や近接するショッピングセンター、オフィスビル運営、ホテル、広告、住宅など多岐にわたる。詳細は「関連会社」や「住宅事業」の節も参照。
2000年代後半における事業の柱は以下の3つである。
- 鉄道事業
- 生活サービス事業 - エキュート、Dilaといった駅構内（駅ナカ）の商業施設の開発・営業や、不動産業など。
- Suica事業 - 交通系ICカード「Suica」を電子マネー化し、これを媒介とした他業種との連携など。これによって手数料の徴収や、クレジットカードとの提携によるSuicaの利用機会の拡大が見込め、Suicaの利用機会が乗車券としてなど駅という限られた範囲から小売店などへ広がることになる[15]。2013年の全国相互利用サービスにより利用可能範囲も拡大。Suicaカードの発行枚数は8000万枚を超え[16]、モバイルSuicaの利用者数も2000万人を突破した[17]。

クレジットカードについては、2010年1月31日まで自社で直接、「ビューカード」を発行していた。このため、JR東日本自体が貸金業登録をしている（関東財務局長（5）第00945号）。同年2月1日にビューカード事業はJR東日本子会社の株式会社ビューカードに移管された。
生活サービス事業のオフィス事業としてオフィスビル運営のほか、シェアオフィス事業「STATION WORK」を全47都道府県で展開している。
また鉄道沿線の振興とCSRを兼ねた取り組みとして、地方の物産や観光資源を首都圏などに紹介する「地域再発見プロジェクト」 と、子育て支援事業「HAPPY CHILD PROJECT」 を展開している。
東日本大震災後に大船渡線と気仙沼線で導入されたBRT事業ではJR東日本が事業主体となり、運行に関する業務を地元のバス事業者に委託する形で運営している。JR東日本が乗合バスを運行する事業者となったのは1988年にジェイアールバス関東、ジェイアールバス東北にバス事業を分離して以来である。

## 事業所
2022年10月1日現在

### 本社および本社附属機関
| 名称                     | 所在地（最寄駅）                                          |
| ------------------------ | --------------------------------------------------------- |
| 本社                     | 東京都渋谷区代々木二丁目2番2号 JR東日本本社ビル（新宿駅） |
| JR東日本研究開発センター | 埼玉県さいたま市北区日進町二丁目479番地（日進駅）         |
| JR東日本総合研修センター | 福島県白河市十三原道下1番1号（新白河駅からバスで15分）    |
| JR東京総合病院           | 東京都渋谷区代々木二丁目1番3号（新宿駅）                  |
| JR東日本健康推進センター | 東京都品川区広町一丁目1番19号（大井町駅）                 |

### 支社および支社附属機関
| 名称                                     | 名称                                       | 所在地（最寄駅）                               |
| ---------------------------------------- | ------------------------------------------ | ---------------------------------------------- |
| 首都圏本部                               | 首都圏本部                                 | 東京都北区東田端二丁目20番68号（田端駅）       |
| 横浜支社                                 | 横浜支社                                   | 神奈川県横浜市西区平沼一丁目40番26号（横浜駅） |
| 八王子支社                               | 八王子支社                                 | 東京都八王子市旭町1番8号（八王子駅）           |
| 大宮支社                                 | 大宮支社                                   | 埼玉県さいたま市大宮区錦町434番地4（大宮駅）   |
| 高崎支社                                 | 高崎支社                                   | 群馬県高崎市栄町6番26号（高崎駅）              |
| 水戸支社                                 | 水戸支社                                   | 茨城県水戸市三の丸一丁目4番47号（水戸駅）      |
| 千葉支社                                 | 千葉支社                                   | 千葉県千葉市中央区弁天二丁目23番3号（千葉駅）  |
| 長野支社                                 | 長野支社                                   | 長野県長野市栗田源田窪992番地6（長野駅）       |
| 東北本部                                 | 東北本部                                   | 宮城県仙台市青葉区五橋一丁目1番1号（仙台駅）   |
|                                          | JR仙台病院                                 | 宮城県仙台市青葉区五橋一丁目1番5号（仙台駅）   |
|                                          | 山形支店                                   | 山形県山形市香澄町一丁目1番1号（山形駅）       |
|                                          | 福島支店                                   | 福島県福島市栄町1番1号（福島駅）               |
| 盛岡支社                                 | 盛岡支社                                   | 岩手県盛岡市盛岡駅前通1番41号（盛岡駅）        |
|                                          | 青森支店                                   | 青森県青森市柳川一丁目1番1号（青森駅）         |
| 秋田支社                                 | 秋田支社                                   | 秋田県秋田市中通七丁目1番1号（秋田駅）         |
| 新潟支社                                 | 新潟支社                                   | 新潟県新潟市中央区花園一丁目1番5号（新潟駅）   |
| 東京建設プロジェクトマネジメントオフィス | 東京建設プロジェクトマネジメントオフィス   | 東京都品川区西五反田三丁目5番8号（目黒駅）     |
|                                          | 上信越建設プロジェクトマネジメントオフィス | 群馬県高崎市栄町6番26号（高崎駅）              |
| 電気システムインテグレーションオフィス   | 電気システムインテグレーションオフィス     | 東京都品川区西五反田三丁目5番8号（目黒駅）     |
| 東北建設プロジェクトマネジメントオフィス | 東北建設プロジェクトマネジメントオフィス   | 宮城県仙台市青葉区五橋一丁目1番1号（仙台駅）   |
| 新幹線統括本部                           | 新幹線統括本部                             | [ 注釈 5 ]                                     |

### 海外事務所
2017年10月1日に本社附属機関から、本社国際事業本部内の組織に変更。
| 名称               | 所在地                                                                        | 備考                                                  |
| ------------------ | ----------------------------------------------------------------------------- | ----------------------------------------------------- |
| ロサンゼルス事務所 | 21250 Hawthorne Blvd., Suite 500, Torrance, CA 90503 United States of America |                                                       |
| パリ事務所         | 3, rue de Faubourg St. Honoré, 75008 Paris, France                            |                                                       |
| ロンドン事務所     | 4th Floor, 30-31 Furnival Street, London EC4A 1JQ, United Kingdom             |                                                       |
| シンガポール事務所 | 20 Anson Road, #11-01, Twenty Anson, Singapore 079912                         |                                                       |
| ブリュッセル事務所 | Square de Meeûs 23, 1000 Brussels BELGIUM                                     | 2018年9月30日に業務終了                               |
| ニューヨーク事務所 | Empire State Building, Suite 4220, 350 Fifth Avenue New York, NY 10118 U.S.A. | ロサンゼルス事務所開設に伴い、2022年2月28日に業務終了 |

## 本社組織
2025年4月1日現在
- マネジメント監査部
- 安全企画部
- サービス品質改革部
- グループ経営戦略本部
  - 経営企画部門
    - 政策調査室
    - 復興企画室

  - 財務・投資計画部門
  - 品川・大規模プロジェクト推進部門
  - コーポレート・コミュニケーション部門
- マーケティング本部
  - 戦略・プラットフォーム部門
  - くらしづくり・地方創生部門
    - 観光戦略室
    - 北陸営業センター

  - まちづくり部門
  - Suica・決済システム部門
- イノベーション戦略本部
  - 知的財産センター
  - Digital & Data イノベーションセンター
- 鉄道事業本部
  - モビリティ戦略部門
  - モビリティ・サービス部門
    - 車両技術センター

  - 設備部門
    - 保線技術管理センター
    - 機械技術管理センター

  - 電気ネットワーク部門
- 国際事業本部
  - 企画・国際交流部門
  - 標準化戦略・推進部門
  - 海外鉄道事業部門
  - インド高速鉄道部門
  - 海外事務所（ロサンゼルス、パリ）
- 建設工事部
- エネルギー企画部
  - 信濃川地域共創統括室
    - 信濃川地域共創事務所
- 人財戦略部
- 総務・法務戦略部

## 自社発電設備
| 川崎火力発電所 |  | 新小千谷発電所（左）と小千谷発電所（右） |
| 川崎火力発電所 |  | 新小千谷発電所（左）と小千谷発電所（右） |

前身の鉄道省・国鉄時代から、首都圏の路線へ電力供給をするため神奈川県川崎市川崎区に建設した川崎火力発電所および新潟県小千谷市周辺にある信濃川発電所（千手発電所、小千谷発電所、新小千谷発電所の総称）を所有しているため、他の鉄道事業者とは異なり、沿線の送配電事業者からの電力供給が停止しても影響をほとんど受けない。実際に、2006年8月14日に発生した首都圏大規模停電の際にも、京葉線の一部区間を除いて影響はなかった。
ただし、2004年10月23日に発生した新潟県中越地震では小千谷市の水力発電所が破損し、自社発電の供給能力では電力を賄えなくなったため東京電力から電力を購入したり、他発電所の発電量を増やしたりして対応し、2006年春に復旧工事が終了して全面的に稼動を再開した。だが、水利権の乱用の不祥事により信濃川発電所の宮中取水ダムが使用停止処分を受けたため、電力不足の対策として傘下の火力発電所の増強と東京電力の購入量の増加で補う方針となった。そして信濃川発電所は2010年6月10日に稼働が再開された。
2011年3月11日に起きた東北地方太平洋沖地震（東日本大震災）の際は、東京電力の発電所の停止・被災により電力不足となり輪番停電（計画停電）が実施された。その際、宮中取水ダムがある新潟県十日町市の市長の提案と国土交通省の指示により信濃川発電所の取水量を増して発電量を増やし、東京電力への電力の融通 を行った。また、JR東日本も節電のために駅での照明の減灯や電車の運行本数削減などを行った。
2020年5月には、2050年度にCO2排出量「実質ゼロ」を目指すことが発表された。目標では、風力、太陽光、地熱などの再生可能エネルギーの開発を推進し、2050年度には水力発電と合わせ鉄道事業で使用するエネルギーの50 - 60%を賄うとしている。

## 歴史
- 1987年（昭和62年）
  - 4月1日：日本国有鉄道が分割民営化され、東日本旅客鉄道株式会社が発足[32]。
  - 6月：東日本キヨスク株式会社（後の株式会社JR東日本リテールネット）の株式を取得、子会社化。
  - 7月16日：会津線を廃止（会津鉄道に転換）。
- 1988年（昭和63年）
  - 3月24日：木原線を廃止（いすみ鉄道に転換）。
  - 4月1日：東北自動車事業部および関東自動車事業部を分離し、ジェイアールバス東北株式会社とジェイアールバス関東株式会社が営業開始。東京圏運行本部傘下の水戸・千葉・高崎の3運行部を支社に昇格。
  - 4月11日：真岡線を廃止（真岡鐵道に転換）。
  - 9月：株式会社ジェイアール東日本商事の株式取得、子会社化。
  - 10月24日：フジテレビ・日立製作所との共同企画「オリエント・エクスプレス '88」日本一周ツアー列車が上野駅を出発。
  - 10月25日：長井線を廃止（山形鉄道に転換）。
  - 12月5日：中央本線東中野駅で列車追突事故発生。
- 1989年（平成元年）
  - 3月29日：足尾線を廃止（わたらせ渓谷鐵道に転換[注釈 8]）。
  - 4月：レストラン事業展開の中核会社として、全額出資によりジェイアール東日本レストラン株式会社（後のジェイアール東日本フードビジネス株式会社）を設立[35]。
- 1990年（平成2年）
  - 3月：日本食堂株式会社（後の株式会社JR東日本フーズ）の株式取得、子会社化。
  - 4月1日：東北地域本社傘下の盛岡・秋田の両支店を支社に改称[35]。
  - 9月1日：東京圏運行本部と東京圏営業本部を統合し、東京地域本社発足。
- 1991年（平成3年）
  - 3月1日：山手線などを皮切りに「イオカード」導入開始[32]。
  - 6月20日：東北新幹線 東京駅 - 上野駅間を開業[32]（東京駅への延伸）。
- 1992年（平成4年）
  - 7月1日：山形新幹線開業[32]。
  - 8月1日：山手線で喫煙コーナー以外での終日禁煙を実施[36]。
  - 9月14日：成田線久住駅 - 滑河駅間で踏切事故発生。
- 1993年（平成5年）
  - 3月1日：東京駅から70キロメートル圏内の382駅で喫煙コーナーを除き終日禁煙を実施[36]。
  - 10月26日：東京証券取引所に上場[32]。
- 1994年（平成6年）10月：直営の車両新造工場「新津車両製作所」（現・総合車両製作所新津事業所）操業開始。
- 1996年（平成8年）
  - 3月13日：ウェブサイト開設[32]。
  - 10月1日：東京地域本社の一部を分離して横浜支社発足[32]。
- 1997年（平成9年）
  - 3月22日：秋田新幹線開業[32]。管内の快速・普通列車が全面禁煙化[37]。
  - 9月29日：本社を東京都千代田区丸の内一丁目6番5号の旧・国鉄本社ビルから、東京都渋谷区代々木へ移転[32][38]。
  - 10月1日：北陸新幹線 高崎駅 - 長野駅間（長野新幹線）開業[39]。並行在来線である信越本線 横川駅 - 篠ノ井駅間のうち、横川駅 - 軽井沢駅間を廃止[40]、軽井沢駅 - 篠ノ井駅間を経営分離してしなの鉄道に移管。
  - 10月12日：中央本線大月駅で列車衝突事故発生。
- 1998年（平成10年）
  - 3月31日：この日までに自社直営の駅構内飲食店を全店閉鎖。一部は日本食堂などグループ他社に移管。
  - 4月1日：東京地域本社の一部を分離して八王子支社発足[32]。東北地域本社を仙台支社に名称変更し、盛岡・秋田の両支社を本社直轄下とする。
  - 10月1日：東京地域本社を東京支社に名称変更。
- 1999年（平成11年）
  - 6月1日：東京近郊区間を拡大。
  - 9月：弘済整備株式会社（現・株式会社JR東日本環境アクセス）の株式取得、子会社化。
- 2000年（平成12年）11月29日：中期経営構想『ニューフロンティア21』発表[32]。
- 2001年（平成13年）
  - 1月26日：山手線新大久保駅で転落死亡事故発生。
  - 4月1日：東京支社の一部を分離。大宮支社発足[41]。
  - 6月22日：改正JR会社法が公布（成立は2001年6月15日）。本州3社が本法の適用から除外され、JR東日本の純粋民間会社（非特殊会社）化が実現。
  - 11月18日：ICカード乗車券「Suica」のサービスを開始[42]。
  - 12月1日：湘南新宿ライン運行開始[42]。
- 2002年（平成14年）
  - 日立物流より、東京モノレールを買収して傘下に収め、モノレール事業も行なうこととなる（ただし運営は同社のままで運賃体系も従来のまま）。
  - 1月21日：日本国外向けインターネット指定席予約サービスworld eki-net開始（2005年12月22日終了）。
  - 6月21日：日本鉄道建設公団（現・独立行政法人鉄道建設・運輸施設整備支援機構）が保有していた株式50万株がすべて売却され、完全民営化[43][44]。
  - 12月1日：東北新幹線 盛岡駅 - 八戸駅間開業[39]。東北本線 盛岡駅 - 八戸駅間を経営分離し、盛岡駅 - 目時駅間をIGRいわて銀河鉄道に、目時駅 - 八戸駅間を青い森鉄道（運行）・青森県（保有）に移管[45]。男性社員の制服変更[45]。
- 2003年（平成15年）
  - 9月1日：男性運転士の制服変更。
  - 10月28日：女性社員の制服変更。
- 2004年（平成16年）
  - 5月11日：側面が透明のごみ箱の設置開始[46][47]。
  - 8月1日：Suicaと西日本旅客鉄道（JR西日本）のICカード乗車券「ICOCA」との相互利用開始。初めて他社のICカード乗車券の相互利用が可能となる[注釈 9]。
  - 10月16日：東京近郊区間を拡大。
  - 10月23日：新潟県中越地震により鉄道施設に甚大な被害が発生、上越新幹線が脱線。
  - 11月27日：新潟近郊区間を新設。
- 2005年（平成17年）
  - 1月24日：中期経営構想『ニューフロンティア2008 ― 新たな創造と発展』発表。
  - 3月31日：磁気式イオカード販売終了。
  - 12月25日：JR羽越本線脱線事故発生。
- 2006年（平成18年）2月10日：磁気式イオカードの自動改札機での取り扱い停止。
- 2007年（平成19年）
  - 3月18日：春のダイヤ改正で、管内のすべての新幹線および在来線特急を禁煙にする（喫煙車両の全面廃止）。関東地方を中心とする非JR系交通事業者のICカード乗車券「PASMO」の発売開始に合わせ、SuicaとPASMOの相互利用も開始。
  - 3月25日：JR東日本外国語版サイトをリニューアルし、海外向けインターネット指定席予約サービスサイト「JR-EAST Shinkansen-Reservation」を開設。かつてのworld eki-netの後継サービスで、新サービスではJR東日本エリアに限定されている。旧サービスで提供していた東海道・山陽新幹線は含まれない。また、同日に全国で初めて外国語（英語、中国語、韓国語）による列車運行情報を提供開始。
- 2008年（平成20年）
  - 3月15日：東京近郊区間を拡大。
  - 3月29日：Suicaと東海旅客鉄道（JR東海）のICカード乗車券「TOICA」との相互利用開始。
  - 4月1日：『グループ経営ビジョン2020－挑む－』発表。
- 2009年（平成21年）
  - 2月13日：JR東日本所有の信濃川発電所での悪質な不正取水を受け、国土交通省北陸地方整備局が同発電所の水利権を取り消す行政処分を発表。
  - 3月14日：Suicaと北海道旅客鉄道（JR北海道）のICカード乗車券「Kitaca」との相互利用開始。同日、東京近郊区間を拡大。
- 2010年（平成22年）
  - 2月1日：クレジットカード事業を株式会社ビューカードに分割。
  - 3月13日：Suicaと九州旅客鉄道（JR九州）のICカード乗車券「SUGOCA」、西日本鉄道（西鉄）のICカード乗車券「nimoca」、福岡市交通局（福岡地下鉄）のICカード乗車券「はやかけん」との相互利用を開始した。PASMO以外の非JR系交通事業者のICカード乗車券で初めて相互利用が開始。
  - 4月1日：紀ノ国屋の全株式を取得し、完全子会社化。
  - 12月4日：東北新幹線 八戸駅 - 新青森駅間開業[39]。東北本線 八戸駅 - 青森駅間を経営分離し、青い森鉄道（運行）・青森県（保有）に移管。
- 2011年（平成23年）
  - 3月11日：東北地方太平洋沖地震（東日本大震災）により、東北方面の路線を中心に甚大な被害を受ける。これにより、東北新幹線などの運転停止や、計画停電に伴う首都圏の近距離路線の運行制限、旅行客減少などの影響により、過去最大の減収を記録。
  - 4月29日：東北新幹線（東京駅 - 新青森駅間）全線で運転を再開（9月22日まで暫定ダイヤで運転）。
- 2012年（平成24年）
  - 4月2日：東京急行電鉄の子会社東急車輛製造（後の横浜金沢プロパティーズ、2016年10月に東京急行電鉄に吸収合併され消滅）の鉄道車両事業を取得し、総合車両製作所とする。
  - 8月20日：東日本大震災で被災した気仙沼線の柳津駅 - 気仙沼駅間をBRTで仮復旧（2013年には大船渡線気仙沼駅 - 盛駅間もBRTで仮復旧）。これにより、1988年以来24年ぶりにバス事業を再開[注釈 10]。「気仙沼線・大船渡線BRT」も参照。
- 2013年（平成25年）3月23日：交通系ICカード全国相互利用サービスが開始され、Suicaと「manaca」「PiTaPa」との間で相互利用が開始。
- 2014年（平成26年）
  - 4月1日：岩泉線廃止[40]。東京・新潟近郊区間を拡大、仙台近郊区間を新設。新津車両製作所の車両製造事業等を会社分割により総合車両製作所に譲渡し、同社の新津事業所とする。
  - 10月1日：東京近郊区間を拡大。
  - 10月28日：世界貿易機関（WTO）政府調達協定の対象から除外[48]。
- 2015年（平成27年）
  - 3月14日：北陸新幹線 長野駅 - 上越妙高駅 - 金沢駅間開業[39][49]、JR東日本は長野駅 - 上越妙高駅間の営業主体となる。信越本線 長野駅 - 直江津駅間を経営分離し、長野駅 - 妙高高原駅間をしなの鉄道に、妙高高原駅 - 直江津駅間をえちごトキめき鉄道に移管。 同時に、上野東京ライン（東京駅 - 上野駅間）が開業。
  - 5月30日：東日本大震災で被災した仙石線の全線復旧に合わせ、東北本線支線[50] の松島駅 - 高城町駅間（仙石東北ライン）が開業[39][51][52][53]。
  - 8月-9月：東京都内のJR東日本の施設で連続放火事件が発生。
- 2016年（平成28年）
  - 2月23日：JR東日本共通ポイントサービスである「JRE POINT」を開始[54][55][注釈 11]。
  - 3月26日：東北新幹線がこの日開業した北海道新幹線 新青森駅 - 新函館北斗駅間と直通運転開始[57]。Suicaとicscaとの間で仙台エリア相互利用サービス開始。
- 2017年（平成29年）
  - 5月1日：クルーズトレイン「TRAIN SUITE 四季島」が運行開始。
  - 12月11日：アベリオ、三井物産との合弁事業でイギリスの列車運行会社であるウェスト・ミッドランズ・トレインズが運行を開始[58]。
- 2018年（平成30年）7月3日：グループ経営ビジョン『変革2027』発表[59]。
- 2019年（平成31年・令和元年）
  - 3月23日：山田線 宮古駅 - 釜石駅間を廃止し、三陸鉄道に移管。
  - 7月29日：社外向け広報誌『JR EAST』を2019年7月号で休刊すると発表（同年6月号の特集記事で過去の号に掲載された記事を無断改変するなどの捏造があったとの外部からの指摘を受けた措置）[60][61][62]。
  - 8月1日：東京都内4駅（東京・新宿・池袋・立川駅）でシェアオフィス事業を開始[63]。
  - 10月12日：令和元年東日本台風（台風19号）で多くの路線が被災し、特に北陸新幹線では長野新幹線車両センターが浸水して10編成（うち2編成はJR西日本所有）が水没した[64]。
  - 11月30日：相鉄線直通として、相模鉄道との相互直通運転を開始[65]。東海道本線 鶴見駅 - 羽沢横浜国大駅間開業[注釈 12]。
- 2020年（令和2年）
  - 1月：東北・上越両新幹線の高架柱367本で耐震補強工事漏れが発覚。在来線についても調査開始[66]。
  - 3月14日：常磐線 富岡駅 - 浪江駅間の運転再開により、東日本大震災の影響による不通区間が全て復旧（BRT転換を含む）。東京近郊区間・仙台近郊区間を拡大。
  - 4月1日：気仙沼線 柳津駅 - 気仙沼駅間、大船渡線 気仙沼駅 - 盛駅間の鉄道事業廃止[40]。
  - 5月1日：新しい接客制服の着用を開始。この制服より、駅運転取扱者の制帽の赤帯表示を取りやめ、赤帯は管理者・管理職（助役以上）の職制表示に変更。
  - 7月：神奈川・宮城・福島・秋田県などの駅に設けられている多機能トイレが列車運行時間帯に施錠されていたことが取材により判明。JRは「不便をお掛けした」として、神奈川の10駅と秋田県内の2駅は解除するが、他の駅は「駅員の対応が困難」としている[67]。
  - 8月26日：京葉線、武蔵野線など在来線6路線の高架橋柱276本で耐震工事の優先度判断を誤って補強漏れがあり、2022年度末までに工事を行うと発表[66]。
  - 9月3日：2021年春のダイヤ改正で東京100キロメートル圏内の終電時刻を繰り上げる計画を発表（保線作業員の労働環境改善のため）[68]。
  - 9月16日：民営化後初めて2021年3月期の連結業績が最終赤字になる見通しとの業績予想を公表（主因は新型コロナウイルス感染症による鉄道利用減）[69]。
- 2021年（令和3年）
  - 4月1日：エキナカで事業運営を行ういずれも連結子会社の株式会社JR東日本リテールネット、株式会社JR東日本フーズ、株式会社JR東日本ウォータービジネス、および株式会社鉄道会館の4社を合併し、株式会社JR東日本クロスステーションを新設[注釈 13]、さらに統合新会社に「リテールカンパニー」「フーズカンパニー」「ウォータービジネスカンパニー」「デベロップメントカンパニー」の4つの社内カンパニーを設置[70][71]。
  - 6月30日：JR北海道、JR東海、JR西日本、JR九州とともに、新幹線の列車公衆電話サービスをこの日をもって終了[72]。
  - 6月30日：ニューヨーク事務所を休業[73]。
- 2022年（令和4年）
  - 3月1日：ロサンゼルス事務所を設置、ニューヨーク事務所の業務を終了[74]。
  - 3月12日：一部の支社で現業機関を再編し、複数の駅を一体で運営する「営業統括センター」および複数駅と乗務員区所を一体で運営する「統括センター」が発足。社員の担務領域が拡大し、現業機関の社員の職名から従来の担務表記（「営業」や「乗務」など）が消える。また、従来の「助役」は「副長」に職名が変更となった。
  - 3月16日：福島県沖地震により鉄道施設に甚大な被害が発生、東北新幹線が脱線。
  - 4月19日：グループ経営ビジョン『変革2027』の実現を目指し、2022年6月以降、組織（本社・支社等）を再編することを発表[75]。
  - 9月20日：音楽館開発の「JR EAST Train Simulator」発売[76]。
  - 9月30日：この日をもって、JR東日本管内完結およびJR東海・JR西日本と跨る区間の普通回数乗車券の販売を終了（身体・知的障害者用および通学用の普通回数乗車券は引き続き販売継続。手持ちの回数乗車券は有効期限まで引き続き使用可能）[77][78][79]。
  - 10月1日：平成23年7月新潟・福島豪雨で被害を受け、2011年7月から不通となっていた只見線 会津川口駅 - 只見駅間の運転を再開[80]。同区間を福島県との上下分離方式に移行[81]。同区間の第一種鉄道事業を廃止し[82]、第二種鉄道事業者となる[81]。
  - 11月30日：この日をもって、JR北海道と跨る区間の普通回数乗車券の販売を終了（身体・知的障害者用および通学用の普通回数乗車券は引き続き販売継続。手持ちの回数乗車券は有効期限まで引き続き使用可能）[83]。
- 2024年（令和6年）5月9日：楽天銀行と協業し、デジタル金融サービス「JRE BANK」を開始[84][85][86]。

### 歴代社長
| 代数  | 氏名     | 在任期間        | 出身校                     |
| ----- | -------- | --------------- | -------------------------- |
| 初代  | 住田正二 | 1987年 - 1993年 | 東京大学法学部             |
| 第2代 | 松田昌士 | 1993年 - 2000年 | 北海道大学大学院法学研究科 |
| 第3代 | 大塚陸毅 | 2000年 - 2006年 | 東京大学法学部             |
| 第4代 | 清野智   | 2006年 - 2012年 | 東北大学法学部             |
| 第5代 | 冨田哲郎 | 2012年 - 2018年 | 東京大学法学部             |
| 第6代 | 深澤祐二 | 2018年 - 2024年 | 東京大学法学部             |
| 第7代 | 喜㔟陽一 | 2024年 -        | 東京大学法学部             |

## 運転事故と輸送障害
国土交通省の調査によると、在来線部分における平成20年度（2008年度）の走行距離百万kmあたりの運転事故、輸送障害の発生件数は、それぞれ0.60件、4.96件（うち部内原因によるもの1.40件）であった。一方、同年度のJR鉄道事業者の平均値はそれぞれ0.60件、4.92件（うち部内原因によるもの1.45件）であった。平成14 - 19年度にも同様の傾向が見られることから、JR東日本では輸送障害の発生頻度がやや高い。またJR東日本は、首都圏における大規模な輸送障害発生時に、国土交通省や同省鉄道局長などによる業務改善命令や警告を度々受けている。
これに対し、平成18年度（2006年度）首都圏輸送障害低減に向けた対策の強化に関する公式発表 (PDF) において設備・車両の改良や新車の導入などに総額3,000億円の投資を行い輸送障害の低減を目指すことを表明し、2009年度からの第5次安全5ヵ年計画『安全ビジョン2013』において、2009年度から2013年度の5年間で総額約7,500億円の安全投資を行うことを計画していた と表明していた。
平成18年度（2006年度）においては、部内原因による輸送障害が2.41件から1.93件へ減少した。平成19年度（2007年度）においては1.70件、平成20年度（2008年度）においては1.40件と減少傾向にはある。
また、人身事故対策として、JR東日本では山手線へのホームドア設置やホーム端に精神を落ち着かせる効果があると言われる青色照明の導入、「いのちの電話」などを紹介したパンフレットを制作して配布するなどの啓蒙活動を行っている。

### 業務改善命令・警告
最新1年度分については、『安全報告書2014』の中の、JR東日本の安全の現状 (PDF) を参照。また、過去2年間の業務改善命令・警告は国土交通省「国土交通省ネガティブ情報等検索システム＜鉄道事業者＞」を参照。
| 命令・警告                                                        | 日付           | 概要 |
| ----------------------------------------------------------------- | -------------- | --- |
| 工事の実施方法に関する事業改善の命令―国土交通大臣                 | 2003年12月19日 | 中央線高架切換工事における輸送障害（9月28日）、京浜東北線軌道工事における輸送障害（10月6日）に対応したもの                                           |
| 鉄道輸送の安全確保について（警告）―国土交通省鉄道局長             | 2005年12月26日 | 羽越線の脱線死亡事故に対応したもの |
| 鉄道の安全・安定輸送の確保について（警告） ―国土交通省鉄道局長    | 2006年4月25日  | 山手線軌道下工事に伴う輸送障害（2月20日、4月24日）に対応したもの                                                                                     |
| 鉄道の安全・安定輸送の確保について（警告） ―関東運輸局鉄道部長    | 2006年7月19日  | 山手貨物線（埼京線）線路陥没による輸送障害（7月18日）に対応したもの                                                                                  |
| 京浜東北線及び山手線の輸送障害について（警告）―関東運輸局鉄道部長 | 2007年3月6日   | 田町駅構内の信号保安設備の不具合による輸送障害（3月5 - 6日）に対応したもの                                                                           |
| 東北線の輸送障害について（警告） ―関東運輸局長                    | 2007年6月22日  | 東北線大宮駅 - さいたま新都心駅間の架線断線による輸送障害（6月22日）に対応したもの                                                                   |
| 鉄道の安全輸送の確保について―関東運輸局鉄道部長                   | 2008年2月25日  | 東北線尾久駅構内における列車脱線事故（2月23日）に対応したもの                                                                                        |
| 鉄道の安全・安定輸送の確保について（警告） ―関東運輸局長          | 2008年4月10日  | 国分寺変電所火災による中央線の輸送障害（4月10日）に対応したもの                                                                                      |
| 警告書 ―東北運輸局鉄道部長                                        | 2008年6月6日   | 大船渡線における列車と運搬用手押し車との衝突とそれに伴う輸送障害（6月6日）に対応したもの                                                             |
| 鉄道の輸送障害について―関東運輸局長                               | 2008年9月18日  | 信号トラブルによる中央線の輸送障害（9月17日）、我孫子駅構内の架線切断による輸送障害（9月18日）に対応したもの                                         |
| 新幹線の輸送障害について（警告） ―関東運輸局長                    | 2008年9月28日  | 東北新幹線東京駅 - 大宮駅間の信号トラブルによる東北・上越・長野新幹線の輸送障害（9月28日）に対応したもの                                             |
| 新幹線の輸送障害について（警告）―関東運輸局長                     | 2008年12月30日 | 新幹線総合システムのトラブルによる東北・上越・長野新幹線の輸送障害（12月29日）に対応したもの                                                         |
| 鉄道の安全・安定輸送の確保について（警告）―関東運輸局鉄道部長     | 2009年7月31日  | 変電施設の火災に伴う京葉線の輸送障害（7月30日）に対応したもの                                                                                        |
| 鉄道の安全・安定輸送の確保について（警告）―関東運輸局鉄道部長     | 2023年8月7日   | 東海道線（東海道本線）大船駅構内で発生した電化柱衝突による鉄道人身傷害事故とそれに伴う東海道線・横須賀線・根岸線等の輸送障害（8月5日）に対応したもの |

### 対策に関する公式発表
2014年度までの分は『2014年度版 安全報告書』中、JR東日本の安全の現状 (PDF) を、過去の概略については『社会環境報告書』を参照。
- 線路下道路トンネル工事に伴う輸送トラブルの原因と再発防止対策について (PDF)  ―2006年6月2日
  - 鉄道の安全・安定輸送の確保について（警告）（2006年4月25日）および（2006年7月19日）を受けたもの
- 首都圏輸送障害低減に向けた対策の強化に関する公式発表 (PDF)  ―2006年12月5日
- エアセクション箇所の架線断線対策について (PDF)  ―2007年6月29日
  - 東北線の輸送障害について（2007年6月22日）を受けたもの

## 路線
青森県（海峡線及び北海道新幹線の同県内区間を除く）、岩手県、宮城県、秋田県、山形県、福島県、茨城県、栃木県、群馬県、埼玉県、千葉県、東京都、神奈川県（御殿場線を除く）、新潟県（大糸線を除く）、山梨県（身延線を除く）、長野県（飯田線、中央本線塩尻駅以西と大糸線南小谷駅以北を除く）、静岡県（東海道本線熱海駅以東と伊東線のみ）の各都県の旧国鉄の在来線、ならびに東北新幹線・上越新幹線・北陸新幹線の新幹線、および山形新幹線・秋田新幹線の通称を持つ新幹線直行特急が運営基盤である。
2023年3月31日現在のJR東日本が運営している路線を以下に示す。各路線の運行形態は当該路線の記事を参照。

### 現有路線
データは2023年3月31日時点。

#### 鉄道
| 分類       | 路線名     | 区間                                                    | 営業キロ | 愛称・通称 | 備考 |
| ---------- | ---------- | ------------------------------------------------------- | -------- | --- | --- |
| 新幹線     | 東北新幹線 | 東京駅 - 新青森駅                                       | 713.7 km | 上越新幹線（東京駅 - 大宮駅） 北陸新幹線（東京駅 - 大宮駅） 山形新幹線（東京駅 - 福島駅） 秋田新幹線（東京駅 - 盛岡駅） | 実キロは674.9 km 盛岡駅 - 新青森駅間の鉄道施設は鉄道・運輸機構が保有                                               |
| 新幹線     | 上越新幹線 | 大宮駅 - 新潟駅                                         | 303.6 km | 北陸新幹線（大宮駅 - 高崎駅） | 実キロは 269.5 km                                                                                                  |
| 新幹線     | 北陸新幹線 | 高崎駅 - 上越妙高駅                                     | 176.9 km | | 上越妙高駅 - 敦賀駅間はJR西日本の管轄 鉄道施設は鉄道・運輸機構が保有                                               |
| 幹線       | 山手線     | 品川駅 - 新宿駅 - 田端駅                                | 20.6 km  | 湘南新宿ライン（品川駅 - 田端駅） 埼京線（大崎駅 - 池袋駅） 相鉄線直通（品川駅 - 新宿駅） | |
| 幹線       | 根岸線     | 横浜駅 - 磯子駅 - 大船駅                                | 22.1 km  | | |
| 幹線       | 横浜線     | 東神奈川駅 - 八王子駅                                   | 42.6 km  | | |
| 幹線       | 南武線     | 川崎駅 - 立川駅                                         | 35.5 km  | | |
| 幹線       | 南武線     | 尻手駅 - 浜川崎駅                                       | 4.1 km   | 南武支線 浜川崎支線 | |
| 幹線       | 南武線     | 尻手駅 - 新鶴見信号場 - 鶴見駅                          | 5.4 km   | | 新鶴見信号場 - 鶴見駅間3.9 kmは東海道本線支線と重複 尻手駅 - 新鶴見信号場間は旅客営業なし                          |
| 幹線       | 武蔵野線   | 鶴見駅 - 西船橋駅                                       | 100.6 km | 武蔵野南線（鶴見駅 - 府中本町駅） | 鶴見駅 - 新鶴見信号場間3.9 kmは東海道本線支線と重複 新鶴見信号場 - 府中本町駅間は旅客営業なし                      |
| 幹線       | 武蔵野線   | 西浦和駅 - 別所信号場 - 与野駅                          | 4.9 km   | 大宮支線 | 貨物線だが定期旅客列車あり 運賃は武蔵浦和駅または南浦和駅経由で計算                                                |
| 幹線       | 京葉線     | 東京駅 - 蘇我駅                                         | 43.0 km  | | 鉄道施設は鉄道・運輸機構が保有                                                                                     |
| 幹線       | 京葉線     | 市川塩浜駅 - 西船橋駅                                   | 5.9 km   | 高谷支線 | 鉄道施設は鉄道・運輸機構が保有                                                                                     |
| 幹線       | 京葉線     | 西船橋駅 - 南船橋駅                                     | 5.4 km   | 二俣支線 | 鉄道施設は鉄道・運輸機構が保有                                                                                     |
| 幹線       | 赤羽線     | 池袋駅 - 赤羽駅                                         | 5.5 km   | 埼京線 | |
| 幹線       | 川越線     | 大宮駅 - 高麗川駅                                       | 30.6 km  | | |
| 幹線       | 中央本線   | 東京駅 - 塩尻駅                                         | 222.1 km | 中央東線 中央線快速（東京駅 - 高尾駅） 中央緩行線（御茶ノ水駅 - 三鷹駅） | 東京駅 - 神田駅間1.3 kmは東北本線と重複 代々木駅 - 新宿駅間0.7 kmは山手線と重複 名古屋駅 - 塩尻駅間はJR東海の管轄  |
| 幹線       | 中央本線   | 岡谷駅 - 辰野駅 - 塩尻駅                                | 27.7 km  | 辰野支線 | |
| 幹線       | 青梅線     | 立川駅 - 奥多摩駅                                       | 37.2 km  | 東京アドベンチャーライン（青梅駅 - 奥多摩駅） | |
| 幹線       | 五日市線   | 拝島駅 - 武蔵五日市駅                                   | 11.1 km  | | |
| 幹線       | 総武本線   | 東京駅 - 銚子駅                                         | 120.5 km | 総武快速線（東京駅 - 千葉駅） 総武緩行線（錦糸町駅 - 千葉駅） | |
| 幹線       | 総武本線   | 錦糸町駅 - 御茶ノ水駅                                   | 4.3 km   | 総武緩行線 | |
| 幹線       | 総武本線   | 小岩駅 - 金町駅                                         | 8.9 km   | 新金貨物線 | 小岩駅 - 新小岩信号場駅間2.3 kmは本線と重複 旅客営業なし                                                           |
| 幹線       | 総武本線   | 小岩駅 - 越中島貨物駅                                   | 11.7 km  | 越中島支線 | 小岩駅 - 新小岩信号場駅間2.3 kmは本線と重複 旅客営業なし                                                           |
| 幹線       | 横須賀線   | 大船駅 - 久里浜駅                                       | 23.9 km  | 湘南新宿ライン（大船駅 - 逗子駅） | |
| 幹線       | 鶴見線     | 鶴見駅 - 扇町駅                                         | 7.0 km   | | |
| 幹線       | 鶴見線     | 浅野駅 - 海芝浦駅                                       | 1.7 km   | 海芝浦支線 | |
| 幹線       | 鶴見線     | 武蔵白石駅 - 大川駅                                     | 1.0 km   | 大川支線 | |
| 幹線       | 相模線     | 茅ケ崎駅 - 橋本駅                                       | 33.3 km  | | |
| 幹線       | 東海道本線 | 東京駅 - 熱海駅                                         | 104.6 km | 山手線（東京駅 - 品川駅） 京浜東北線（東京駅 - 横浜駅） 東海道線（東京駅 - 熱海駅） 横須賀線（東京駅 - 品川駅および鶴見駅 - 大船駅） 湘南新宿ライン（鶴見駅 - 小田原駅） 上野東京ライン（東京駅 - 大船駅）                                                                    | JR東海との境界は丹那トンネル東口付近 熱海駅 - 米原駅間はJR東海の管轄 米原駅 - 神戸駅間はJR西日本の管轄             |
| 幹線       | 東海道本線 | 品川駅 - 武蔵小杉駅 - 鶴見駅                            | 17.8 km  | 品鶴線 横須賀線 湘南新宿ライン（品川駅 - 鶴見駅） 相鉄線直通（品川駅 - 鶴見駅） | |
| 幹線       | 東海道本線 | 浜松町駅 - 東京貨物ターミナル駅 - 川崎貨物駅 - 浜川崎駅 | 20.0 km  | 東海道貨物線 | 旅客営業なし 浜松町駅 - 東京貨物ターミナル駅間は営業休止中（2031年度、羽田空港アクセス線として再開業予定）         |
| 幹線       | 東海道本線 | 鶴見駅 - 八丁畷駅                                       | 2.3 km   | 東海道貨物線 | 旅客営業なし |
| 幹線       | 東海道本線 | 鶴見駅 - 横浜羽沢駅・羽沢横浜国大駅 - 東戸塚駅          | 16.0 km  | 東海道貨物線 相鉄線直通（鶴見駅 - 羽沢横浜国大駅） | 貨物線だが旅客営業あり 横浜羽沢駅・羽沢横浜国大駅は鶴見駅からのキロ程上は同一地点に設置                            |
| 幹線       | 東海道本線 | 鶴見駅 - 東高島駅 - 桜木町駅                            | 8.5 km   | 高島線 | 旅客営業なし（貨物線）                                                                                             |
| 幹線       | 東北本線   | 東京駅 - 盛岡駅                                         | 535.3 km | 山手線（東京駅 - 田端駅） 京浜東北線（東京駅 - 大宮駅） 宇都宮線（東京駅 - 日暮里駅および赤羽駅 - 黒磯駅） 湘南新宿ライン（田端駅 - 大宮駅） 上野東京ライン（東京駅 - 日暮里駅および赤羽駅 - 大宮駅） 仙台空港アクセス線（名取駅 - 仙台駅） 仙石東北ライン（仙台駅 - 松島駅） | |
| 幹線       | 東北本線   | 日暮里駅 - 尾久駅 - 赤羽駅                              | 7.6 km   | 宇都宮線 上野東京ライン | |
| 幹線       | 東北本線   | 赤羽駅 - 武蔵浦和駅 - 大宮駅                            | 18.0 km  | 埼京線 | |
| 幹線       | 東北本線   | 長町駅 - 仙台貨物ターミナル駅 - 東仙台駅                | 6.6 km   | 宮城野貨物線 | 旅客営業なし |
| 幹線       | 東北本線   | 岩切駅 - 利府駅                                         | 4.2 km   | 利府線 | |
| 幹線       | 東北本線   | 松島駅 - 高城町駅                                       | 0.3 km   | 仙石東北ライン | |
| 幹線       | 高崎線     | 大宮駅 - 高崎駅                                         | 74.7 km  | | |
| 幹線       | 常磐線     | 日暮里駅 - 原ノ町駅 - 岩沼駅                            | 343.7 km | 常磐快速線（日暮里駅 - 取手駅） 常磐緩行線（綾瀬駅 - 取手駅） | |
| 幹線       | 常磐線     | 三河島駅 - 隅田川駅 - 南千住駅                          | 5.7 km   | 隅田川貨物線 | 旅客営業なし |
| 幹線       | 常磐線     | 三河島駅 - 田端駅                                       | 1.6 km   | 田端貨物線 | 旅客営業なし |
| 幹線       | 上越線     | 高崎駅 - 宮内駅                                         | 162.6 km | | |
| 幹線       | 上越線     | 越後湯沢駅 - ガーラ湯沢駅                               | 1.8 km   | 上越新幹線 | 新幹線車両で運行 旅客営業は冬季のスキーシーズンのみ                                                                |
| 幹線       | 両毛線     | 小山駅 - 新前橋駅                                       | 84.4 km  | | |
| 幹線       | 水戸線     | 小山駅 - 友部駅                                         | 50.2 km  | | |
| 幹線       | 外房線     | 千葉駅 - 安房鴨川駅                                     | 93.3 km  | 内房線（千葉駅 - 蘇我駅） | |
| 幹線       | 内房線     | 蘇我駅 - 木更津駅 - 安房鴨川駅                          | 119.4 km | | |
| 幹線       | 成田線     | 佐倉駅 - 成田駅 - 松岸駅                                | 75.4 km  | | |
| 幹線       | 成田線     | 我孫子駅 - 成田駅                                       | 32.9 km  | 我孫子支線 | |
| 幹線       | 成田線     | 成田駅 - 成田空港駅                                     | 10.8 km  | 空港支線 | 成田線分岐点 - 成田空港駅間 8.7 km は第二種鉄道事業者（施設保有は成田空港高速鉄道）                                |
| 幹線       | 伊東線     | 熱海駅 - 伊東駅                                         | 16.9 km  | | |
| 幹線       | 信越本線   | 高崎駅 - 横川駅                                         | 29.7 km  | | |
| 幹線       | 信越本線   | 篠ノ井駅 - 長野駅                                       | 9.3 km   | | |
| 幹線       | 信越本線   | 直江津駅 - 新潟駅                                       | 136.3 km | | |
| 幹線       | 篠ノ井線   | 篠ノ井駅 - 塩尻駅                                       | 66.7 km  | | 線路名称公告では起終点が逆転                                                                                       |
| 幹線       | 羽越本線   | 新津駅 - 秋田駅                                         | 271.7 km | | |
| 幹線       | 白新線     | 新潟駅 - 新発田駅                                       | 27.3 km  | | 新潟駅 - 上沼垂信号場間1.9 kmは信越本線と重複 線路名称上は起終点が逆転                                             |
| 幹線       | 磐越西線   | 郡山駅 - 新津駅                                         | 175.6 km | 森と水とロマンの鉄道（会津若松駅 - 新津駅） | |
| 幹線       | 仙山線     | 仙台駅 - 羽前千歳駅                                     | 58.0 km  | | |
| 幹線       | 仙石線     | あおば通駅 - 石巻駅                                     | 49.0 km  | 仙石東北ライン（高城町駅 - 石巻駅） | |
| 幹線       | 奥羽本線   | 福島駅 - 青森駅                                         | 484.5 km | 山形線（福島駅 - 新庄駅） 山形新幹線（福島駅 - 新庄駅） 秋田新幹線（大曲駅 - 秋田駅） 男鹿なまはげライン（秋田駅 - 追分駅） | |
| 地方交通線 | 八高線     | 八王子駅 - 倉賀野駅                                     | 92.0 km  | | |
| 地方交通線 | 吾妻線     | 渋川駅 - 大前駅                                         | 55.3 km  | | |
| 地方交通線 | 烏山線     | 宝積寺駅 - 烏山駅                                       | 20.4 km  | | |
| 地方交通線 | 日光線     | 宇都宮駅 - 日光駅                                       | 40.5 km  | | |
| 地方交通線 | 水郡線     | 水戸駅 - 安積永盛駅                                     | 137.5 km | | |
| 地方交通線 | 水郡線     | 上菅谷駅 - 常陸太田駅                                   | 9.5 km   | | |
| 地方交通線 | 鹿島線     | 香取駅 - 鹿島サッカースタジアム駅                       | 17.4 km  | | 通常のJR東日本の旅客列車の運行区間は香取駅 - 鹿島神宮駅間のみ 鹿島サッカースタジアム駅はサッカー開催日のみ旅客営業 |
| 地方交通線 | 久留里線   | 木更津駅 - 上総亀山駅                                   | 32.2 km  | | |
| 地方交通線 | 東金線     | 大網駅 - 成東駅                                         | 13.8 km  | | |
| 地方交通線 | 小海線     | 小淵沢駅 - 小諸駅                                       | 78.9 km  | 八ヶ岳高原線 | |
| 地方交通線 | 飯山線     | 豊野駅 - 越後川口駅                                     | 96.7 km  | | |
| 地方交通線 | 大糸線     | 松本駅 - 南小谷駅                                       | 70.1 km  | | 南小谷駅 - 糸魚川駅間はJR西日本の管轄                                                                              |
| 地方交通線 | 越後線     | 柏崎駅 - 吉田駅 - 新潟駅                                | 83.8 km  | | |
| 地方交通線 | 弥彦線     | 東三条駅 - 弥彦駅                                       | 17.4 km  | | 線路名称上は起終点が逆転                                                                                           |
| 地方交通線 | 米坂線     | 米沢駅 - 坂町駅                                         | 90.7 km  | | |
| 地方交通線 | 只見線     | 会津若松駅 - 小出駅                                     | 135.2 km | | 会津川口駅 - 只見駅間 27.6 km は第二種鉄道事業者（施設保有は福島県） 基本計画上は起点と終点が逆転                  |
| 地方交通線 | 磐越東線   | いわき駅 - 郡山駅                                       | 85.6 km  | ゆうゆうあぶくまライン | |
| 地方交通線 | 石巻線     | 小牛田駅 - 女川駅                                       | 44.9 km  | | |
| 地方交通線 | 気仙沼線   | 前谷地駅 - 柳津駅                                       | 17.5 km  | | |
| 地方交通線 | 大船渡線   | 一ノ関駅 - 気仙沼駅                                     | 62.0 km  | ドラゴンレール大船渡線 | |
| 地方交通線 | 陸羽東線   | 小牛田駅 - 新庄駅                                       | 94.1 km  | 奥の細道湯けむりライン | |
| 地方交通線 | 陸羽西線   | 新庄駅 - 余目駅                                         | 43.0 km  | 奥の細道最上川ライン | |
| 地方交通線 | 北上線     | 北上駅 - 横手駅                                         | 61.1 km  | | |
| 地方交通線 | 釜石線     | 花巻駅 - 釜石駅                                         | 90.2 km  | 銀河ドリームライン釜石線 | |
| 地方交通線 | 山田線     | 盛岡駅 - 宮古駅                                         | 102.1 km | | |
| 地方交通線 | 花輪線     | 好摩駅 - 大館駅                                         | 106.9 km | 十和田八幡平四季彩ライン | |
| 地方交通線 | 八戸線     | 八戸駅 - 久慈駅                                         | 64.9 km  | うみねこレール八戸市内線（八戸駅 - 鮫駅） | |
| 地方交通線 | 大湊線     | 野辺地駅 - 大湊駅                                       | 58.4 km  | はまなすベイライン大湊線 | |
| 地方交通線 | 津軽線     | 青森駅 - 三厩駅                                         | 55.8 km  | | 中小国駅 - 新中小国信号場間 2.3 km はJR北海道海峡線と重複                                                          |
| 地方交通線 | 左沢線     | 北山形駅 - 左沢駅                                       | 24.3 km  | フルーツライン左沢線 | |
| 地方交通線 | 田沢湖線   | 盛岡駅 - 大曲駅                                         | 75.6 km  | 秋田新幹線 | |
| 地方交通線 | 男鹿線     | 追分駅 - 男鹿駅                                         | 26.4 km  | 男鹿なまはげライン | |
| 地方交通線 | 五能線     | 東能代駅 - 川部駅                                       | 147.2 km | | |

運行系統上の名称
- 「上越新幹線」は東北新幹線（東京駅 - 大宮駅）と上越線（越後湯沢駅 - ガーラ湯沢駅）との総称。
- 「北陸新幹線」は東北新幹線（東京駅 - 大宮駅）と上越新幹線（大宮駅 - 高崎駅）との総称。
- 「山形新幹線」は東北新幹線（東京駅 - 福島駅）と奥羽本線（福島駅 - 新庄駅）の総称。
- 「秋田新幹線」は東北新幹線（東京駅 - 盛岡駅）と田沢湖線（全線）と奥羽本線（大曲駅 - 秋田駅）の総称。
- 「山手線」は東北本線（田端駅 - 東京駅）と東海道本線（東京駅 - 品川駅）との総称。
- 「横須賀線」は東海道本線（東京駅 - 品川駅 - 武蔵小杉駅 - 鶴見駅 - 大船駅）との総称。
- 「高崎線」は東北本線（東京駅 - 大宮駅）との総称。
- 「常磐線」は東北本線（東京駅 - 日暮里駅、岩沼駅 - 仙台駅）との総称。
- 「内房線」は外房線（千葉駅 - 蘇我駅）との総称。
- 「湘南新宿ライン」は東北本線（大宮駅 - 田端駅）と山手線（田端駅 - 蛇窪信号場）と東海道本線（蛇窪信号場 - 大船駅）の総称。
- 「埼京線」は山手線（大崎駅 - 池袋駅）と赤羽線（全線）と東北本線（赤羽駅 - 大宮駅）の総称。
- 「京浜東北線」は東北本線（大宮駅 - 東京駅）と東海道本線（東京駅 - 横浜駅）の総称。
- 「相鉄線直通」 は山手線（新宿駅 - 大崎駅）と東海道本線貨物支線（大崎駅 - 鶴見駅 - 羽沢横浜国大駅）の総称。
- 「仙台空港アクセス線」は東北本線（名取駅 - 仙台駅）と、仙台空港鉄道の仙台空港線（全線）の総称。
- 「仙石東北ライン」は東北本線（仙台駅 - 松島駅 - 高城町駅）と仙石線（高城町駅 - 石巻駅）の総称。
- 「男鹿なまはげライン」は奥羽本線（秋田駅 - 追分駅）と男鹿線（全線）の総称。

#### BRT
| 路線名      | 区間                | 営業キロ | 備考 |
| ----------- | ------------------- | -------- | --- |
| 気仙沼線BRT | 前谷地駅 - 気仙沼駅 | 72.8 km  | 前谷地駅 - 柳津駅間は気仙沼線（鉄道）と並行して運行。ただし途中駅には停車しない。 営業キロ設定は廃線となった鉄道路線に基づき、実際の運行経路とは異なる。 |
| 大船渡線BRT | 気仙沼駅 - 盛駅     | 43.7 km  | 上鹿折駅へはミヤコーバスの路線バスをBRTとして運行。 営業キロ設定は廃線となった鉄道路線に基づき、実際の運行経路とは異なる。                               |

#### 他事業者との直通運転
他社路線との直通運転は以下のとおり。自社線の路線名や並び順は上表での通称・愛称欄に従う。
- 東北新幹線 : 新青森駅よりJR北海道（北海道新幹線）と相互直通運転
- 北陸新幹線 : 上越妙高駅よりJR西日本（北陸新幹線）と相互直通運転
- 埼京線 : 大崎駅より東京臨海高速鉄道（りんかい線）と相互直通運転
- 中央緩行線 : 中野駅より東京地下鉄（東西線）・東葉高速鉄道（東葉高速線）と直通運転[注釈 17]
- 中央東線 : 大月駅より富士山麓電気鉄道（大月線・河口湖線）に直通運転
- 辰野支線 : 辰野駅よりJR東海（飯田線）と相互直通運転
- 総武緩行線 : 西船橋駅より東京地下鉄（東西線）と相互直通運転[注釈 17]
- 東海道線 : 熱海駅よりJR東海（東海道本線）・伊豆箱根鉄道（駿豆線）に直通運転
- 相鉄線直通 : 羽沢横浜国大駅より相模鉄道（相鉄新横浜線・本線）と相互直通運転
- 東北本線 : 盛岡駅よりIGRいわて銀河鉄道（いわて銀河鉄道線）と相互直通運転
- 東北本線 : 槻木駅より阿武隈急行（阿武隈急行線）が直通運転
- 仙台空港アクセス線 : 名取駅より仙台空港鉄道（仙台空港線）と相互直通運転
- 宇都宮線 : 栗橋駅より東武鉄道（日光線・鬼怒川線）と相互直通運転
- 常磐緩行線 : 綾瀬駅より東京地下鉄（千代田線）・小田急電鉄（小田原線）と相互直通運転
- 上越線 : 六日町駅より北越急行（ほくほく線）が直通運転
- 伊東線 : 伊東駅より伊豆急行（伊豆急行線）と相互直通運転
- 信越本線 : 篠ノ井駅よりしなの鉄道（しなの鉄道線）が直通運転
- 信越本線 : 長野駅よりしなの鉄道（北しなの線）が直通運転
- 信越本線 : 直江津駅よりえちごトキめき鉄道（妙高はねうまライン）と相互直通運転
- 信越本線 : 犀潟駅より北越急行（ほくほく線）が直通運転
- 篠ノ井線 : 塩尻駅よりJR東海（中央西線）と相互直通運転
- 鹿島線 : 鹿島サッカースタジアム駅より鹿島臨海鉄道（大洗鹿島線）が直通運転
- 飯山線 : 豊野駅よりしなの鉄道（北しなの線）に直通運転
- 只見線 : 西若松駅より会津鉄道が会津線・野岩鉄道（会津鬼怒川線）・東武鉄道（鬼怒川線）に直通運転
- 花輪線 : 好摩駅よりIGRいわて銀河鉄道（いわて銀河鉄道線）に直通運転
- 大湊線 : 野辺地駅より青い森鉄道（青い森鉄道線）に直通運転

### 廃止路線
| 分類       | 路線名     | 区間                  | 営業キロ | 廃止年月日       | 備考 |
| ---------- | ---------- | --------------------- | -------- | ---------------- | --- |
| 幹線       | 東海道本線 | 品川駅 - 浜松町駅     | 3.7 km   | 1996年10月1日    | 東海道貨物線の一部 |
| 幹線       | 東海道本線 | 入江信号場 - 新興駅   | なし     | 不明（2019年中） | 旅客営業なし（貨物線）。旅客鉄道会社の営業キロ設定なし 2010年時点で新興駅が廃止され事実上廃線。日本貨物鉄道においても2019年中に営業キロ設定廃止 |
| 幹線       | 信越本線   | 横川駅 - 軽井沢駅     | 11.2 km  | 1997年10月1日    | 北陸新幹線 高崎駅 - 長野駅間開業に伴い廃止 JRバス関東に転換                                                                                     |
| 幹線       | 信越本線   | 軽井沢駅 - 篠ノ井駅   | 65.6 km  | 1997年10月1日    | 北陸新幹線 高崎駅 - 長野駅間開業に伴い経営分離 しなの鉄道に移管                                                                                 |
| 幹線       | 信越本線   | 長野駅 - 妙高高原駅   | 37.3 km  | 2015年3月14日    | 北陸新幹線 長野駅 - 金沢駅間開業に伴い経営分離 しなの鉄道に移管                                                                                 |
| 幹線       | 信越本線   | 妙高高原駅 - 直江津駅 | 37.7 km  | 2015年3月14日    | 北陸新幹線 長野駅 - 金沢駅間開業に伴い経営分離 えちごトキめき鉄道に移管                                                                         |
| 幹線       | 東北本線   | 盛岡駅 - 目時駅       | 82.0 km  | 2002年12月1日    | 東北新幹線 盛岡駅 - 八戸駅間開業に伴い経営分離 IGRいわて銀河鉄道に移管                                                                          |
| 幹線       | 東北本線   | 目時駅 - 八戸駅       | 25.9 km  | 2002年12月1日    | 東北新幹線 盛岡駅 - 八戸駅間開業に伴い経営分離 青い森鉄道・青森県に移管                                                                         |
| 幹線       | 東北本線   | 八戸駅 - 青森駅       | 96.0 km  | 2010年12月4日    | 東北新幹線 八戸駅 - 新青森駅間開業に伴い経営分離 青い森鉄道・青森県に移管                                                                       |
| 地方交通線 | 会津線     | 西若松駅 - 会津高原駅 | 57.4 km  | 1987年7月16日    | 第2次特定地方交通線の指定を受けて廃止 会津鉄道に転換                                                                                            |
| 地方交通線 | 木原線     | 大原駅 - 上総中野駅   | 26.9 km  | 1988年3月24日    | 第1次特定地方交通線の指定を受けて廃止 いすみ鉄道に転換                                                                                          |
| 地方交通線 | 真岡線     | 下館駅 - 茂木駅       | 42.0 km  | 1988年4月11日    | 第2次特定地方交通線の指定を受けて廃止 真岡鐵道に転換                                                                                            |
| 地方交通線 | 長井線     | 赤湯駅 - 荒砥駅       | 30.6 km  | 1988年10月25日   | 第3次特定地方交通線の指定を受けて廃止 山形鉄道に転換                                                                                            |
| 地方交通線 | 足尾線     | 桐生駅 - 間藤駅       | 44.1 km  | 1989年3月29日    | 第2次特定地方交通線の指定を受けて廃止 わたらせ渓谷鐵道に転換                                                                                    |
| 地方交通線 | 足尾線     | 間藤駅 - 足尾本山駅   | 1.9 km   | 1989年3月29日    | 貨物線。第2次特定地方交通線の指定を受けて廃止 わたらせ渓谷鐵道が鉄道事業免許を取得するも1998年6月2日失効                                        |
| 地方交通線 | 岩泉線     | 茂市駅 - 岩泉駅       | 38.4 km  | 2014年4月1日     | 土砂災害による脱線事故に伴い、2010年7月31日から不通 東日本交通（バス）に転換                                                                    |
| 地方交通線 | 山田線     | 宮古駅 - 釜石駅       | 55.4 km  | 2019年3月23日    | 東日本大震災による被災に伴い、2011年3月11日から不通 JR東日本が復旧工事を行い、三陸鉄道に移管の上で運行再開                                      |
| 地方交通線 | 気仙沼線   | 柳津駅 - 気仙沼駅     | 55.3 km  | 2020年4月1日     | 東日本大震災による被災に伴い、2011年3月11日から不通 2012年から運行している気仙沼線BRTで代替                                                     |
| 地方交通線 | 大船渡線   | 気仙沼駅 - 盛駅       | 43.7 km  | 2020年4月1日     | 東日本大震災による被災に伴い、2011年3月11日から不通 2013年から運行している大船渡線BRTで代替                                                     |

## 他社分界駅

### JR他社
JR6社の中で唯一、全てのJR他社分界駅の在来線部分が自社管理となっている。また、新幹線を含め、全てのJR他社分界駅の自社線部分が自社管理となっている。
本節内において、自社線と他社線との間で直通定期列車のある路線同士を●で示している。

#### 新幹線
JR北海道
- 新青森駅（●東北新幹線） - ●北海道新幹線

JR西日本
- 上越妙高駅（●北陸新幹線）- ●北陸新幹線

JR東海
- 東京駅（東北新幹線） - 東海道新幹線

#### 在来線
JR北海道
- 中小国駅（津軽線）- 海峡線

JR西日本
- 南小谷駅（大糸線）- 大糸線

JR東海
- 国府津駅（東海道線）- 御殿場線
- 熱海駅（●東海道線、伊東線）- ●東海道本線
- 甲府駅（中央東線）- 身延線
- 辰野駅（●中央東線）- ●飯田線
- 塩尻駅（中央東線、●篠ノ井線）- ●中央西線

#### 他社新幹線との共同使用駅
すべて東海道新幹線との共同使用駅である。
JR東海
- 東京駅（東海道線ほか）
- 品川駅（東海道線ほか）
- 新横浜駅（横浜線）
- 小田原駅（東海道線）
- 熱海駅（東海道線、伊東線）

### 私鉄・第三セクター
私鉄や第三セクターとの境界駅では自社で管理していない駅もある。

#### 直通運転における分界駅
直通運転そのものの詳細については「#他事業者との直通運転」節を参照。
自社が管理する駅
- 大崎駅（東京臨海高速鉄道）
- 中野駅（東京地下鉄）
- 槻木駅（阿武隈急行）
- 名取駅（仙台空港鉄道）
- 六日町駅（北越急行）
- 伊東駅（伊豆急行）
- 篠ノ井駅（しなの鉄道）
- 長野駅（しなの鉄道）
- 犀潟駅（北越急行）
- 鹿島サッカースタジアム駅（鹿島臨海鉄道）

直通先他社が管理する駅
- 羽沢横浜国大駅（相模鉄道）
- 綾瀬駅（東京地下鉄）
- 直江津駅（えちごトキめき鉄道）
- 豊野駅（しなの鉄道）
- 西若松駅（会津鉄道）
- 好摩駅（IGRいわて銀河鉄道）
- 野辺地駅（青い森鉄道）

その他
- 大月駅（富士山麓電気鉄道）
改札が分かれており、各社が自社部分を管理している。直通列車はJR東日本のホームを発着。
- 西船橋駅（東京地下鉄）
改札が分かれており、各社が自社部分を管理している。直通列車は東京地下鉄のホームを発着。
- 盛岡駅（IGRいわて銀河鉄道）
改札が分かれており、各社が自社部分を管理している。直通列車はJR東日本のホームを発着。
- 栗橋駅（東武鉄道）
改札が分かれており、各社が自社部分を管理している。直通列車は乗務員交代をともなう運転停車のみであり、専用の連絡線に停車する。この連絡線のき電区間はJR東日本に属している。

#### 直通運転を行わない共同使用駅
- 青森駅
青い森鉄道と共用。JR東日本が管理している。
- 八戸駅
青い森鉄道と共用。在来線は青い森鉄道、新幹線はJR東日本が管理している。
- 大鰐温泉駅
弘南鉄道（大鰐駅）と改札内を共用している。改札口は分かれており、各社が管理している。
- 五所川原駅
津軽鉄道（津軽五所川原駅）と改札内を共用している。改札口は分かれており、各社が管理している。
- 釜石駅
三陸鉄道と改札内を共用している。改札口は分かれており、各社が管理している。
- 久慈駅
三陸鉄道と改札内を共用している。改札口は分かれており、各社が管理している。
- 宮古駅
三陸鉄道と共用。三陸鉄道が管理している。
- 羽後本荘駅
由利高原鉄道と改札内を共用している。改札口は分かれており、各社が管理している。
- 鷹ノ巣駅
秋田内陸縦貫鉄道（鷹巣駅）と改札内を共用している。改札口は分かれており、各社が管理している。
- 赤湯駅
山形鉄道と共用。改札口ごとに各社が管理している。
- 今泉駅
山形鉄道と共用。JR東日本が管理している。
- 勝田駅
ひたちなか海浜鉄道と共用。JR東日本が管理している。
- 下館駅
関東鉄道・真岡鐵道と共用。改札口ごとにJR東日本と関東鉄道が管理している。
- 水戸駅
鹿島臨海鉄道と共用。JR東日本が管理している。
- 桐生駅
わたらせ渓谷鐵道と共用。JR東日本が管理している。
- 寄居駅
秩父鉄道・東武鉄道と共用。秩父鉄道が管理している。
- 大原駅
いすみ鉄道と共用。JR東日本が管理している。
- 五井駅
小湊鐵道と共用。ただし構内は中間改札で分かれている。JR東日本が管理している。
- 銚子駅
銚子電気鉄道と共用。JR東日本が管理している。
- 北千住駅
東武鉄道・東京地下鉄と共用。改札口ごとに各社が管理している[注釈 19]。
- 高尾駅
京王電鉄と共用。ただし構内は中間改札で分かれている。改札口ごとに各社が管理している。
- 分倍河原駅
京王電鉄と共用。ただし構内は中間改札で分かれている。京王電鉄が管理している。
- 厚木駅
小田急電鉄と共用。ただし構内は中間改札で分かれている。小田急電鉄が管理している。
- 鎌倉駅
江ノ島電鉄と共用。ただし構内は中間改札で分かれている。改札口ごとに各社が管理している。
- 八丁畷駅
京浜急行電鉄と共用。京浜急行電鉄が管理している。
- 十日町駅
北越急行と共用。ただし構内は中間改札で分かれている。改札口ごとに各社が管理している。
- 小諸駅
しなの鉄道と共用。しなの鉄道が管理している。
- 松本駅
アルピコ交通と共用。JR東日本が管理している。

## ダイヤ改正
JR東日本管内全域に及ぶダイヤ改正は、JR発足後から1993年までは他のJR各社に合わせて毎年3月にダイヤ改正を行っていたが、1994年は全国的なダイヤ改正がこの年に限り12月に実施され、1993年と1995年から2005年は12月にダイヤ改正を独自に実施していた（1997年・2003年・2004年は10月に実施）。2006年以降は一部（特に北海道旅客鉄道〈JR北海道〉、四国旅客鉄道〈JR四国〉）を除くJR各社に合わせる形で毎年3月に実施している（ただし2011年は東日本大震災の影響で4月9日に延期した。また2010年12月4日や2012年9月29日など、3月以外にもダイヤ改正を行った年がある）。

## 列車
JR東日本発足以降に同社の路線で運行されている、もしくはかつて運行されていた愛称付きの列車を挙げる（2025年3月15日改正時点、廃止列車は廃止時点）。種別が変更された列車は変更後のもので記載し、他社の車両による運行のものはその会社名も記載する。詳細は各列車の記事を参照。

### 現行列車

#### 新幹線
- 東北・山形・秋田新幹線
  - はやぶさ（一部はJR北海道の車両）
  - はやて
  - やまびこ（一部はJR北海道の車両を使用するが自社線内のみの運行）
  - こまち
  - つばさ
  - なすの
- 上越新幹線
  - とき
  - たにがわ
- 北陸新幹線
  - かがやき（一部はJR西日本の車両）
  - はくたか（一部はJR西日本の車両）
  - あさま（一部はJR西日本の車両を使用するが自社線内のみの運行）

#### 在来線
- 特急列車
  - つがる（2010年 - 、秋田駅 - 青森駅間）
  - スーパーつがる
  - いなほ
  - しらゆき
  - 日光（臨時）
  - スペーシア日光（東武鉄道の車両）
  - きぬがわ
  - 草津・四万
  - あかぎ
  - 水上（臨時）
  - ひたち
  - ときわ
  - 成田エクスプレス
  - わかしお
  - さざなみ
  - しおさい
  - あずさ
  - かいじ
  - 富士回遊
  - 踊り子、サフィール踊り子
  - 湘南
  - 鎌倉（臨時）
  - 信州（臨時）
  - はくば（臨時）
  - アルプス（臨時）
  - しなの（JR東海の車両）
  - サンライズ出雲（JR東海・JR西日本）
  - サンライズ瀬戸（JR東海・JR西日本）
- （愛称付き）快速列車・普通列車
  - アーバン
  - ラビット
  - むさしの号
  - しもうさ号
  - みすず
  - あいづ（2020年 - ）
  - べにばな
  - 最上川
  - はまゆり
  - リアス
  - しもきた
  - ホリデー快速おくたま
  - AIZUマウントエクスプレス（会津鉄道の車両）
- 観光列車（のってたのしい列車）
  - リゾートしらかみ
  - リゾートビューふるさと
  - SLぐんま よこかわ
  - SLぐんま みなかみ
  - SLばんえつ物語
  - あいづSATONO
  - ポケモントレイン気仙沼号
  - ひなび釜石
  - TOHOKU EMOTION
  - おいこっと
  - 越乃Shu*Kura、ゆざわShu*Kura、柳都Shu*Kura
  - HIGH RAIL、HIGH RAIL 星空
  - 海里
  - B.B.BASE内房、B.B.BASE外房、B.B.BASE銚子、B.B.BASE佐原
- 団体専用列車・クルーズトレイン
  - TRAIN SUITE 四季島
  - THE ROYAL EXPRESS（伊豆急行の車両）

### 廃止列車

#### 新幹線
- 東北・秋田新幹線
  - あおば、Maxあおば
  - Maxやまびこ
  - Maxなすの
  - スーパーこまち
- 上越・長野（現在は北陸新幹線に統一）新幹線
  - あさひ、Maxあさひ
  - Maxとき
  - Maxたにがわ
  - Maxあさま（臨時）
  - 現美新幹線

#### 在来線
- 特急列車
  - 白鳥・スーパー白鳥（「スーパー白鳥」はJR北海道、2002年 - 2010年は八戸駅 - 函館駅間、2010年 - 2016年は新青森駅 - 函館駅間）
  - はつかり、スーパーはつかり
  - たざわ（1982年 - 1996年は盛岡駅 - 秋田駅・青森駅間、1996年 - 1997年は秋田駅 - 青森駅間）
  - 秋田リレー号
  - かもしか
  - つがる（八戸駅 - 弘前駅・青森駅間、2002年 - 2010年）
  - 白鳥（大阪駅 - 青森駅間、1961年 - 2001年）
  - かがやき（JR西日本）
  - 北越
  - はくたか（JR西日本・北越急行）
  - みのり
  - あいづ、ホリデーあいづ（ - 2003年）
  - ビバあいづ、ホリデービバあいづ
  - つばさ
  - ウィングエクスプレス
  - ビューわかしお
  - おはようわかしお、ホームタウンわかしお
  - ビューさざなみ
  - おはようさざなみ、ホームタウンさざなみ
  - おはようしおさい、ホームタウンしおさい
  - すいごう
  - あやめ
  - ホームタウン佐倉
  - ホームタウン成田
  - スーパーひたち、フレッシュひたち
  - さわやかひたち、ホームタウンひたち
  - おはようフレッシュひたち、ウィークエンドフレッシュひたち
  - 新特急なすの
  - おはようとちぎ、ホームタウンとちぎ
  - スペーシアきぬがわ（東武鉄道の車両）
  - 新特急谷川
  - 草津
  - スワローあかぎ
  - ウィークエンドあかぎ
  - あさま（一部はJR西日本の車両）
  - そよかぜ
  - 白山（JR西日本の車両）
  - スーパーあずさ
  - はちおうじ
  - おうめ
  - はまかいじ（臨時）
  - リゾート踊り子（臨時・伊豆急行の車両）
  - マリンエクスプレス踊り子（臨時）
  - スーパービュー踊り子
  - （ワイドビュー）東海（JR東海の車両）
  - 富士（JR九州の車両）
  - はやぶさ（JR九州の車両）
  - みずほ（JR九州の車両）
  - さくら（JR九州の車両）
  - あさかぜ（JR西日本の車両）
  - 出雲
  - 瀬戸（JR西日本の車両）
  - つるぎ（JR西日本の車両）
  - トワイライトエクスプレス（臨時・JR西日本の車両）
  - 日本海
  - 北陸
  - あけぼの（1970年 - 1990年は奥羽本線経由、1990年 - 1997年は東北本線・陸羽東線・奥羽本線経由、1997年 - 2014年は高崎線・上越線・信越本線・羽越本線経由）
  - 出羽
  - 鳥海
  - 北斗星（一部はJR北海道の車両）
  - ゆうづる
  - はくつる
  - エルム（臨時）
  - カシオペア（臨時）
- 急行列車
  - 奥只見
  - とがくし
  - 南越後
  - 赤倉
  - かもしか
  - 妙高
  - ちくま（JR東海の車両）
  - 八甲田
  - 津軽
  - アルプス
  - 月山
  - よねしろ
  - 陸中
  - 銀河（JR西日本の車両）
  - 能登（JR西日本の車両）
  - きたぐに（JR西日本の車両）
  - はまなす（JR北海道の車両）
- （愛称付き）快速列車・普通列車・ホームライナー
  - アクティー
  - 湘南ライナー
  - 湘南新宿ライナー、おはようライナー新宿、ホームライナー小田原
  - スイフト
  - ホームライナー古河・ホームライナー鴻巣
  - タウン
  - SLみなかみ
  - SL碓氷
  - フェアーウェイ（臨時）
  - マリンブルーくじらなみ号（臨時）
  - ムーンライトえちご（臨時）
  - ムーンライトながら（臨時）
  - ムーンライト信州（臨時）
  - スノーラビット（北越急行の車両）
  - おはよう信越、らくらくトレイン信越
  - らくらくトレイン村上
  - 信越
  - おはようライナー
  - 信越リレー妙高
  - 妙高
  - くびき野
  - やひこ
  - せなみ
  - こまちリレー号
  - おはようライナー高尾、ホームライナー高尾
  - おはようライナー青梅、ホームライナー青梅
  - 中央ライナー、青梅ライナー
  - ホリデー快速富士山（臨時）
  - ホリデー快速ビューやまなし（臨時）
  - ホリデー快速あきがわ
  - ぶらり横浜・鎌倉号（臨時）
  - ホリデー快速鎌倉（臨時）
  - おはようライナー土浦、ホームライナー土浦
  - エアポート常磐（臨時）
  - エアポート成田
  - ホームライナー千葉
  - おはようライナー津田沼、ホームライナー津田沼
  - おはようライナー逗子、ホームライナー逗子
  - マリンドリーム
  - あぶくま
  - いわき（磐越東線）
  - あがの
  - あいづライナー
  - AIZU尾瀬エクスプレス（会津鉄道の車両）
  - 仙台シティラビット
  - うみかぜ
  - 仙山・ホリデー仙山
  - ざおう
  - こまくさ
  - こよし
  - かまくら
  - 南三陸
  - むろね
  - スーパードラゴン
  - いでゆ
  - 湯けむり
  - きたかみ
  - アテルイ
  - 八幡平
  - うそり
  - なつどまり
  - うみねこ
  - こはく
  - しらかみ
  - しらゆき（奥羽本線）
  - いわき（奥羽本線）
  - 深浦
  - 海峡（JR北海道の車両）
- 観光列車
  - きらきらうえつ
  - きらきらみちのく
  - リゾートみのり
  - リゾートやまどり
  - リゾートうみねこ
  - 伊豆クレイル
  - とれいゆ つばさ
  - SL銀河
  - リゾートあすなろ
  - フルーティアふくしま
- 団体専用列車・クルーズトレイン
  - カシオペア紀行、カシオペアクルーズ（臨時）

### 車内販売
2024年4月時点で、以下の列車において車内販売の営業を行っている。
車内販売では、電子マネー「Suica」「PASMO」「Kitaca」「TOICA」「manaca」「ICOCA」「SUGOCA」「nimoca」「はやかけん」が使用可能。従来普通列車のグリーン車では利用できなかったが、2018年2月3日より常磐線で、2019年5月29日より横須賀線（湘南新宿ライン除く）・総武快速線で、同年6月5日より東海道本線、宇都宮線（東北本線）、高崎線、上越線、両毛線、上野東京ライン、湘南新宿ラインで利用可能となった。
- 新幹線 - シートサービスのみ営業する一部の列車を除き、グランクラス車両を連結した列車にはグランクラスアテンダントが乗務する[94]。
  - 東北新幹線（「やまびこ」「なすの」除く）[注釈 23]
  - 山形新幹線（山形駅 - 新庄駅間除く）
  - 上越新幹線「とき」
  - 北陸新幹線「かがやき」「はくたか」：東京駅 - 金沢駅間
- 特急
  - 「あずさ」
  - 「ひたち」
  - 「サフィール踊り子」
- “のってたのしい列車”（観光列車）
  - 「ポケモントレイン気仙沼号」
  - 「リゾートビューふるさと」
  - 「おいこっと」
  - 「TOHOKU EMOTION」
  - 「越乃Shu*Kura」
  - 「SLばんえつ物語」
  - 「海里」
  - 「HIGH RAIL・HIGH RAIL 星空」
- 普通列車グリーン車 - グリーンアテンダントのみが乗務する。このため、下記線区であってもグリーン車がついていない列車（常磐線快速でE231系充当の列車、千葉地区の普通列車など）では営業がない。
  - 東海道本線、伊東線、宇都宮線（東北本線）、高崎線、上越線、両毛線、常磐線、上野東京ライン、湘南新宿ライン
  - 横須賀線・総武快速線、総武本線、成田線、内房線、外房線

#### 車内販売の受託業者
JR東日本の車内販売は、長らく完全子会社の「株式会社日本レストランエンタプライズ」により運営されていた が、2019年7月1日より同じく東日本旅客鉄道の完全子会社である「株式会社JR東日本サービスクリエーション」 が担当している。なお、以前は「聚楽ティ・エス・エス株式会社」 や「株式会社エヌアールイー越川」、「北陸トラベルサービス」なども参画していた が、吸収合併や事業継承などにより、2014年10月の北陸トラベルサービスからの事業継承後から2019年7月のJR東日本サービスクリエーションへの事業譲渡までは日本レストランエンタプライズが単独で車内販売を行っていた。

#### 車内販売の縮小
2015年以降、JR東日本では車内販売の利用減少を理由に車内販売を縮小させている。2015年3月13日をもって「なすの」「たにがわ」「Maxたにがわ」「つばさ」の山形駅以北・「フレッシュひたち」「成田エクスプレス」での車内販売を取りやめた。次いで、2019年3月15日をもって「踊り子」「日光」「きぬがわ」「スペーシアきぬがわ」「草津」「いなほ」の酒田駅以北での営業、ならびに「かがやき」「はくたか」を除く全ての車内販売がある新幹線列車と「あずさ」「かいじ」「ひたち」「スーパービュー踊り子」「いなほ」の酒田駅以南での弁当・軽食類（サンドウィッチ類）やデザート類、お土産類、雑貨類の販売を取りやめた。さらに、同年6月30日をもって「かがやき」「はくたか」でも弁当・軽食類（サンドウィッチ類）やデザート類、お土産類、雑貨類の販売を取りやめたほか、新幹線・特急の車内販売がある全列車でホットコーヒーの販売を取りやめた。
一方、乗客からの要望があることから、2022年7月8日より上越新幹線で、2022年10月7日より北陸新幹線で、2022年11月1日より東北新幹線で、ホットコーヒーの販売を再開している。アイスクリーム等の要望の多い商品の販売線区の拡大も検討していくとしている。

## 車両

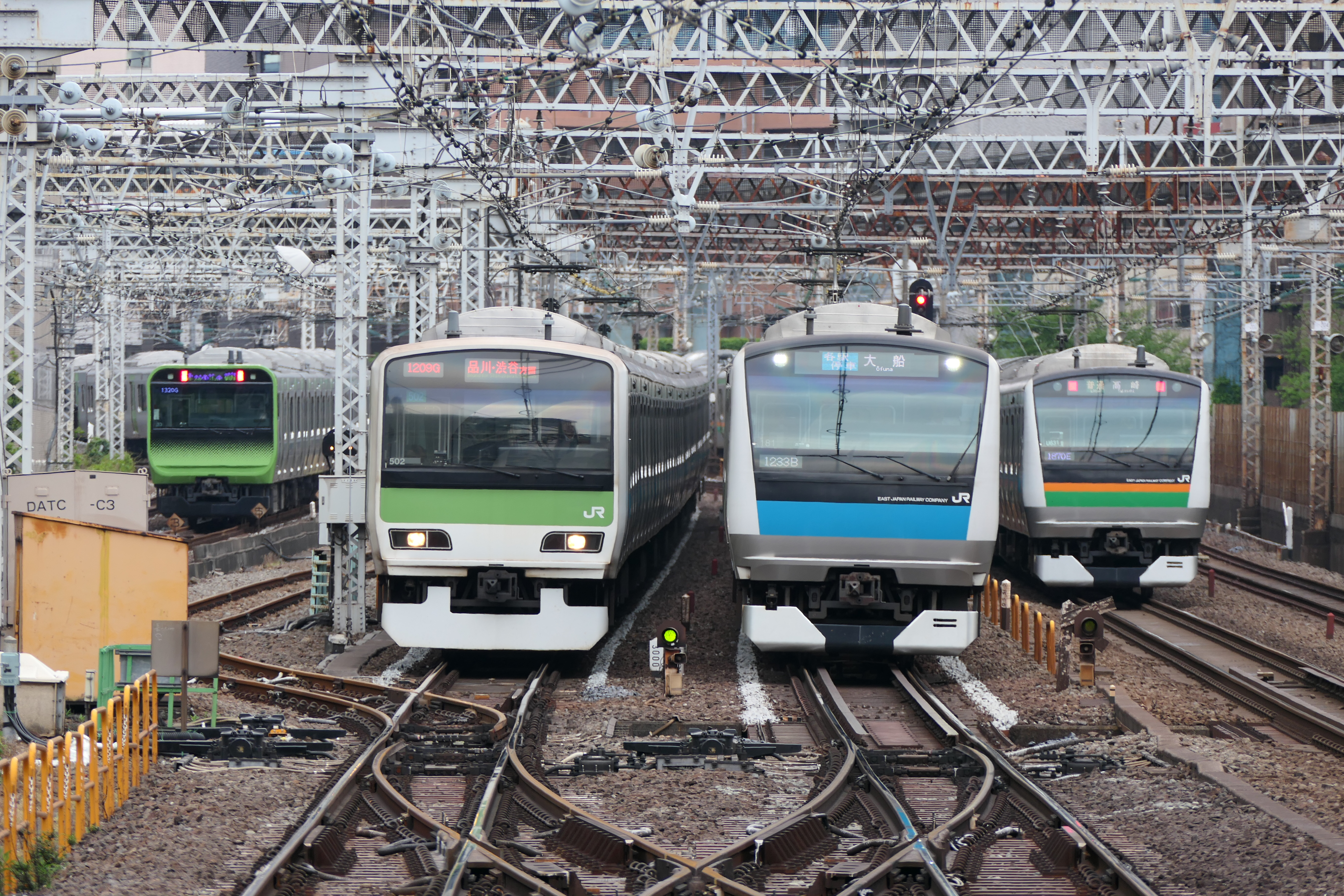
首都圏の在来線に導入されたE235系・E231系・E233系等の車両群。

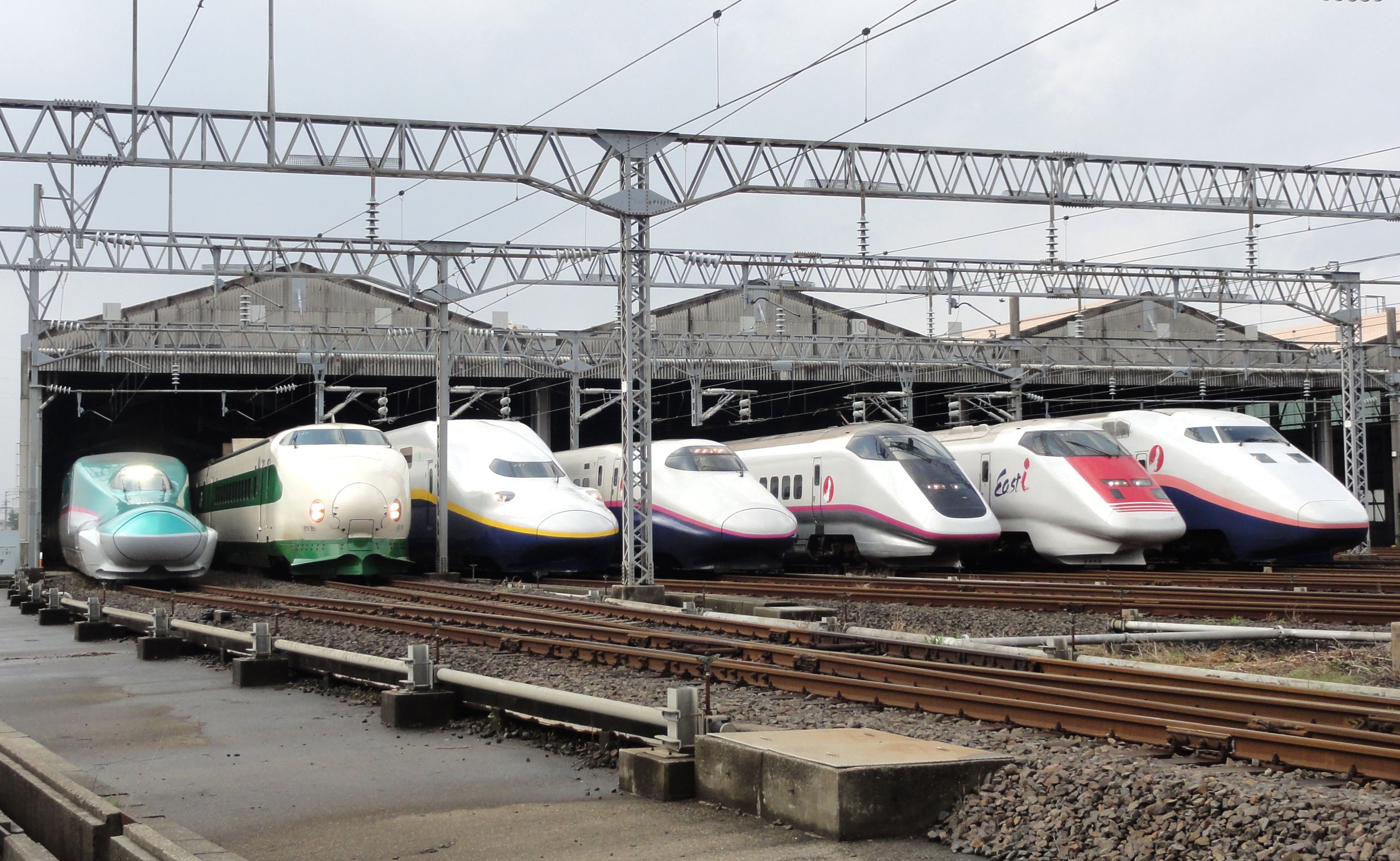
JR東日本の新幹線車両。

### 特徴
1994年10月より自社で新津車両製作所という車両製作部門を保有し、2012年4月2日には東京急行電鉄傘下の東急車輛製造から鉄道車両製造事業を組み入れ、総合車両製作所とするなど、車両製造には力を入れており、国鉄からの承継車両および分割民営化直後に製造され経年の進んだ車両の置き換えが進められている。2014年4月1日には会社分割により、新津車両製作所を総合車両製作所新津事業所とした。
総合車両製作所発足後は、JR東日本の在来線通勤・近郊形電車は日立製作所製のEV-E801系蓄電池駆動電車を除き総合車両製作所 で製造されているが、新幹線車両は川崎車両・日立製作所での製造が継続している。また在来線特急形車両ではデザインを主体に携わっていたことから近畿車輌でもE657系まで製造を担当していた。なお、東京モノレールのモノレール車両はJR東日本傘下入り後も日立製作所のみで製造している。
新型の車両群はコンピュータによる集中管理・制御装置（TIMS）などを装備し、動作状況や運行管理の常時集中監視を可能としている。またこれらの車両群のうち、在来線用電車の主制御装置は一部を除き通勤型車両では三菱電機製、近郊形・特急形車両では日立製作所製を採用している。
気動車用のエンジンでは、当初は新潟鐵工所（DMF13HZ）、小松製作所（コマツ、DMF11HZ）、カミンズ（DMF14HZ）の3社が採用され、その後はカミンズ製のみとなっていたが、2007年のキハE130系以降の車両はキヤE195系を除き、すべてコマツ製（ただし、DMF11HZではなく、DMF15HZが採用されている）を搭載している。また、1988年3月のサロンエクスプレスアルカディアの車両火災事故を受けて、当時所有していたキハ58系などDMH17系エンジンを搭載していた車両に対して新型エンジンへの換装も実施されている。
なお、JR東日本は2022年時点でJR旅客6社では唯一転換クロスシートを有した車両を保有していない。過去には特急形車両である185系電車や急行形車両において転換クロスシート車を保有していたが座席交換や廃車などにより消滅した。なお、一般形（近郊形）車両においては転換クロスシート車を保有した実績がない。ただし、JR東日本の路線には、JR東海保有の213系電車や313系電車といった他社の転換クロスシート装備車が乗り入れている。過去には転換クロスシートを装備したJR北海道保有の50系客車が快速「海峡」で乗り入れていたことがある。
JR旅客他社への乗り入れは、新幹線車両はJR西日本、JR北海道に、在来線車両はJR東海に乗り入れている。自社エリア以外の都道府県では、新幹線が富山県、石川県、福井県、北海道に、在来線が岐阜県に乗り入れている。JR旅客6社で自社車両が乗り入れる自社エリア以外の都道府県の数はJR四国に次いで少ない。ただし定期運行を行わない在来線車両はE001形（TRAIN SUITE 四季島）がJR北海道に乗り入れる。

### 普通列車用
旧国鉄から大量に引き継いだ103系は2009年10月に最後まで残った仙石線を含めすべての運用を終了し、他の旧国鉄型車両を中心とする老朽車両も首都圏では順次E231系、E233系、E531系などを導入して淘汰を進めている一方で、程度の良い車両は他地域の経年車両の置き換えに充てている（209系、211系など）。これは、国鉄時代には車両置き換えに際して東京・大阪の大都市圏を優先し、経年車両の置き換えに際しては比較的程度がよい車両を地方に転用させていて、JR発足後もこの体制を維持しているためである。
電車では、1990年代まで普通列車用車両の用途別の区分は通勤形と近郊形に二分されていたが、2000年に営業運用を始めたE231系で初めて通勤形と近郊形の形式上の区別を廃止し、「一般形」に統一している。詳細は「一般形車両 (鉄道)#一般形電車の登場とその後」を参照。
同社の都市圏内輸送用の一般形車両は、従来の車両から設計や製作手法を大幅に見直し、製造コストの低減を図った経済車をベースにしたものである。これは時代の趨勢をサービス提供に即座に反映する目的から、車両置き換えサイクルを短く設定するための手法で、1992年（平成4年）の京浜東北線901系（後の209系）を嚆矢とする。この設計指向は同社のみならず一部の関東地区他社局車両にも取り入れられ、E231系やE233系の基本設計などは他社局の複数の車両に採用例があり、車両の製作コストの削減にも寄与している。
通勤圏の拡大に伴い、近郊路線にも混雑緩和のためロングシート車を投入し、1列車あたりの収容力向上を図った。この方針は地方路線にも波及し、収容力向上とあわせ車両所要数の適正化を図っている。一方、非電化線区では輸送量が小さいこともあり、気動車ではキハ40系の一部がロングシート化されたほかは左沢線用のキハ101形と久留里線用のキハE130系100番台のみにとどまっている。ただ、地方路線にまで投入するという極端なロングシート化は行き過ぎであったこともあってか、2000年代後半以降、地方路線においてはセミクロスシート車主体に再び回帰しつつある（701系→E721系の流れがその一例。209系の房総地区転用時も一部をセミクロスシートに改造している）。

### 優等列車・新幹線用
特急形車両は、使用路線ごとに仕様を特化した車両を導入する当初の方針から、設計を共通化し汎用的な使用を可能とする方針に転換しつつある。これは新幹線車両も同様で、線区によって使用車両を統一するという方針のもと、1990年代後半以降はフル規格のE2系・E7系、ミニ新幹線にはE3系が中心に導入された。ただし2010年代以降、300 km/h以上で営業運転を行う東北新幹線にはE5系、ミニ新幹線にはE5系に合わせてE6系・E8系が導入されている。また2023年時点では、定期運転の気動車特急を設定していないため、JR旅客6社で唯一特急形気動車を保有していない。
なお、特急形車両の車体は普通鋼またはアルミ合金を使用することが多く、JR他社と比べて特急形へのステンレス車体の使用例が少ないため、形式全車での採用はE26系客車のみとなっている。
特急形車両のグリーン車は、JR発足後の車両では2+1人掛けの3列配置とし、他のJR各社も追随したが、255系電車以降の車両では一部を除いて2+2人掛けの4列配置となっている。これは首都圏ではグリーン車の利用が多いことから定員確保を重視したものとされる。

### バス
BRT区間用の大型路線バス車両は、ジェイ・バス製のハイブリッドノンステップバス（日野・ブルーリボン、いすゞ・エルガ）に統一されている。
BRTの運行開始時には首都圏事業者から購入した中古バスも使用されていたが、2019年に全廃された。

## 現業機関

### 車両工場
- 在来線工場
  - 秋田総合車両センター「AT」（東北本部・旧土崎工場「TZ」）
  - 郡山総合車両センター「KY」（東北本部・旧郡山工場）
  - 大宮総合車両センター「OM」（首都圏本部・旧大宮工場）
  - 東京総合車両センター「TK」（首都圏本部・旧大井工場「OY」）
  - 長野総合車両センター「NN」（首都圏本部・旧長野工場）
- 新幹線工場
  - 新幹線総合車両センター「SD」（新幹線統括本部・旧仙台工場）

## 運賃
大人普通旅客運賃（小児半額・10円未満の端数切り下げ）。2019年（令和元年）10月1日改定。山手線内・電車特定区間は2023年（令和5年）3月18日改定（鉄道駅バリアフリー料金を加算）。2026年3月に運賃改定を予定している。
- 山手線内及び電車特定区間の運賃額は鉄道駅バリアフリー料金10円を含む。
- 幹線と地方交通線を跨ぐ場合、10kmまでは地方交通線の運賃を適用する。11kmからは幹線の営業キロと地方交通線の換算キロを合算し、幹線の運賃を適用する。
- 山手線内と電車特定区間を跨ぐ場合、電車特定区間の運賃を適用する。電車特定区間と幹線を跨ぐ場合、幹線の運賃を適用する。
- 特定都区市内である仙台市内、東京都区内、横浜市内にある駅と、中心駅から片道の営業キロが200kmを超える駅との相互間の片道普通旅客運賃は、中心駅を起点または終点とした営業キロまたは運賃計算キロによって計算する。
  - 仙台市内の中心駅は仙台駅である。
  - 東京都区内の中心駅は東京駅である。
  - 横浜市内の中心駅は横浜駅である。川崎駅、尻手駅は川崎市幸区に、八丁畷駅、川崎新町駅、小田栄駅、浜川崎駅、武蔵白石駅、昭和駅、扇町駅、大川駅は川崎市川崎区にあるが、「横浜市内」として扱う。
- 東京山手線内にある駅と、東京駅から片道の営業キロが100kmを超え200km以下となる駅との相互間の片道普通旅客運賃は、東京駅を起点または終点とした営業キロまたは運賃計算キロによって計算する。
- 100キロ以下の運賃はきっぷ利用時の運賃（きっぷ運賃）とICカード利用時の運賃（IC運賃）と分けられている。
  - 山手線内及び電車特定区間のきっぷ運賃は、IC運賃を10円単位で切り上げた運賃としている。
  - 幹線及び地方交通線のきっぷ運賃は、IC運賃を10円単位で四捨五入した運賃としている。
- 401km以上の幹線運賃は公式サイトを参照のこと。

| 山手線内  | 山手線内   | 山手線内   | 電車特定区間 | 電車特定区間 | 電車特定区間 | 電車特定区間 | 電車特定区間 | 幹線        | 幹線        | 幹線        | 幹線        | 幹線        | 地方交通線  | 地方交通線  | 地方交通線  | 地方交通線  | 地方交通線  |
| 山手線内  | 山手線内   | 山手線内   | 100キロ以下  | 100キロ以下  | 100キロ以下  | 101キロ以上  | 101キロ以上  | 100キロ以下 | 100キロ以下 | 100キロ以下 | 101キロ以上 | 101キロ以上 | 100キロ以下 | 100キロ以下 | 100キロ以下 | 101キロ以上 | 101キロ以上 |
| キロ程    | 運賃（円） | 運賃（円） | キロ程       | 運賃（円）   | 運賃（円）   | キロ程       | 運賃 （円）  | キロ程      | 運賃（円）  | 運賃（円）  | キロ程      | 運賃 （円） | キロ程      | 運賃（円）  | 運賃（円）  | キロ程      | 運賃 （円） |
| キロ程    | きっぷ     | IC         | キロ程       | きっぷ       | IC           | キロ程       | 運賃 （円）  | キロ程      | きっぷ      | IC          | キロ程      | 運賃 （円） | キロ程      | きっぷ      | IC          | キロ程      | 運賃 （円） |
| --------- | ---------- | ---------- | ------------ | ------------ | ------------ | ------------ | ------------ | ----------- | ----------- | ----------- | ----------- | ----------- | ----------- | ----------- | ----------- | ----------- | ----------- |
| 初乗り3km | 150        | 146        | 初乗り3km    | 150          | 146          | 101 - 120    | 1,880        | 初乗り3km   | 150         | 147         | 101 - 120   | 1,980       | 初乗り3km   | 150         | 147         | 101 - 110   | 1,980       |
| 4 - 6     | 170        | 167        | 4 - 6        | 170          | 167          | 121 - 140    | 2,210        | 4 - 6       | 190         | 189         | 121 - 140   | 2,310       | 4 - 6       | 190         | 189         | 111 - 128   | 2,310       |
| 7 - 10    | 180        | 178        | 7 - 10       | 180          | 178          | 141 - 160    | 2,540        | 7 - 10      | 200         | 199         | 141 - 160   | 2,640       | 7 - 10      | 210         | 210         | 129 - 146   | 2,640       |
| 11 - 15   | 210        | 208        | 11 - 15      | 230          | 230          | 161 - 180    | 2,870        | 11 - 15     | 240         | 242         | 161 - 180   | 3,080       | 11 - 15     | 240         | 242         | 147 - 164   | 3,080       |
| 16 - 20   | 280        | 274        | 16 - 20      | 320          | 318          | 181 - 200    | 3,200        | 16 - 20     | 330         | 330         | 181 - 200   | 3,410       | 16 - 20     | 330         | 330         | 165 - 182   | 3,410       |
| 21 - 25   | 360        | 351        | 21 - 25      | 410          | 406          | 201 - 220    | 3,530        | 21 - 25     | 420         | 418         | 201 - 220   | 3,740       | 21 - 23     | 420         | 418         | 183 - 200   | 3,740       |
| 26 - 30   | 430        | 428        | 26 - 30      | 490          | 483          | 221 - 240    | 3,860        | 26 - 30     | 510         | 506         | 221 - 240   | 4,070       | 24 - 28     | 510         | 506         | 201 - 219   | 4,070       |
| 31 - 35   | 500        | 494        | 31 - 35      | 580          | 571          | 241 - 260    | 4,190        | 31 - 35     | 590         | 594         | 241 - 260   | 4,510       | 29 - 32     | 590         | 594         | 220 - 237   | 4,510       |
|           |            |            | 36 - 40      | 660          | 659          | 261 - 280    | 4,520        | 36 - 40     | 680         | 682         | 261 - 280   | 4,840       | 33 - 37     | 680         | 682         | 238 - 255   | 4,840       |
| 41 - 45   | 740        | 736        | 281 - 300    | 4,850        | 41 - 45      | 770          | 770          | 281 - 300   | 5,170       | 38 - 41     | 770         | 770         | 256 - 273   | 5,170       |             |             |             |
| 46 - 50   | 830        | 824        | 301 - 320    | 5,180        | 46 - 50      | 860          | 858          | 301 - 320   | 5,500       | 42 - 46     | 860         | 858         | 274 - 291   | 5,500       |             |             |             |
| 51 - 60   | 950        | 945        | 321 - 340    | 5,510        | 51 - 60      | 990          | 990          | 321 - 340   | 5,720       | 47 - 55     | 990         | 990         | 292 - 310   | 5,720       |             |             |             |
| 61 - 70   | 1,110      | 1,110      | 341 - 360    | 5,730        | 61 - 70      | 1,170        | 1,166        | 341 - 360   | 6,050       | 56 - 64     | 1,170       | 1,166       |             |             |             |             |             |
| 71 - 80   | 1,280      | 1,275      | 361 - 380    | 5,950        | 71 - 80      | 1,340        | 1,342        | 361 - 380   | 6,380       | 65 - 73     | 1,340       | 1,342       |             |             |             |             |             |
| 81 - 90   | 1,460      | 1,451      | 381 - 400    | 6,280        | 81 - 90      | 1,520        | 1,518        | 381 - 400   | 6,600       | 74 - 82     | 1,520       | 1,518       |             |             |             |             |             |
| 91 - 100  | 1,620      | 1,616      |              |              | 91 - 100     | 1,690        | 1,694        |             |             | 83 - 91     | 1,690       | 1,694       |             |             |             |             |             |
|           |            |            |              |              |              | 92 - 100     | 1,880        | 1,881       |             |             |             |             |             |             |             |             |             |

### 特定区間運賃
- 東海道本線、横須賀線、中央線、青梅線、総武線、常磐線及び成田線の一部区間は、私鉄路線と競合するため、幹線運賃より低廉な特定区間運賃が設定されている。
  - 特定運賃区間内にある任意の2駅間を利用する場合で、乗降する区間の通常運賃（幹線運賃など）が特定区間運賃より高くなった場合にも、特定区間運賃が採用される。
  - （）内はICカード利用時の運賃である。

| 区間                | 営業距離 | 正規運賃           | 特定区間運賃   |
| ------------------- | -------- | ------------------ | -------------- |
| 東京駅 - 西船橋駅   | 20.6 km  | 410円（406円）     | 320円（318円） |
| 上野駅 - 成田駅     | 66.4 km  | 1,170円（1,166円） | 940円（935円） |
| 新宿駅 - 高尾駅     | 42.8 km  | 740円（736円）     | 580円（571円） |
| 新宿駅 - 八王子駅   | 37.1 km  | 660円（659円）     | 500円（492円） |
| 新宿駅 - 拝島駅     | 34.1 km  | 580円（571円）     | 490円（483円） |
| 渋谷駅 - 吉祥寺駅   | 15.6 km  | 320円（318円）     | 230円（230円） |
| 渋谷駅 - 桜木町駅   | 31.2 km  | 580円（571円）     | 490円（483円） |
| 渋谷駅 - 横浜駅     | 29.2 km  | 490円（483円）     | 410円（406円） |
| 新橋駅 - 久里浜駅   | 68.5 km  | 1,110円（1,110円） | 950円（945円） |
| 新橋駅 - 田浦駅     | 58.4 km  | 950円（945円）     | 820円（814円） |
| 浜松町駅 - 横須賀駅 | 59.3 km  | 940円（935円）     | 830円（824円） |
| 品川駅 - 衣笠駅     | 59.0 km  | 950円（945円）     | 830円（824円） |
| 品川駅 - 逗子駅     | 48.1 km  | 830円（824円）     | 740円（736円） |
| 品川駅 - 横浜駅     | 22.0 km  | 410円（406円）     | 310円（303円） |
| 横浜駅 - 田浦駅     | 31.5 km  | 580円（571円）     | 490円（483円） |
| 横浜駅 - 逗子駅     | 26.1 km  | 490円（483円）     | 360円（356円） |

上記以外にも設定区間がある。公式サイトを参照。

### 入場料金
- 東京の電車特定区間内含むJR東日本エリア内各駅
  - 150円（小児は70円）

## 制服
2020年5月1日着用開始の接客制服は4代目である。4代目制服より女性社員のスカートを廃止するとともに、LGBTに配慮して男女とも官帽・チロリアンのどちらの制帽も選択できるようになった。また、他の鉄道会社では駅輸送職（駅長業務を行う者）は助役でなくとも赤帯表示の制帽を被るところが多いが、JR東日本では駅輸送職の赤帯表示を廃止し、管理職・管理者の表示に変更した。乗務員区所等の管理者が赤帯表示の制帽を被ることになり、これは全国的に見ても珍しい。
その他の特徴として、他の鉄道会社では非現業の役職者（部長や課長など）や役員などが制服を着用する場合は、専用の制服・制帽や駅長等と同じ制服・制帽を着用することが多いが、JR東日本では一般社員と同じ制服・制帽を着用する（仮に社長が制服を着用する場合でも、一般の平社員と同じ制服・制帽である）。お召列車での天皇の先導などを、JR東日本の社長はスーツ姿で行っている。

## 社歌
社歌は『明け行く空に』。1988年4月制定。歌詞は社内公募で選ばれた ものに伊藤アキラが補作詞した。作曲は森田公一による。歌手はサーカス（非売品のカセットテープやCDが存在する）。

## 社内乗車人員上位50位
公式サイト より。一日平均。は、右欄の乗車人員と比較して増（）、減（）を表す。
| 順位 | 駅名         | 所在地                 | 2020年度 | 2018年度 | 2015年度 | 2010年度 | 2005年度 | 2000年度 | 特記事項                                                                   |
| ---- | ------------ | ---------------------- | -------- | -------- | -------- | -------- | -------- | -------- | -------------------------------------------------------------------------- |
| 1    | 新宿駅       | 東京都新宿区           | 477,073  | 789,366  | 760,043  | 736,715  | 747,930  | 753,791  | 日本の鉄道事業者の駅として第1位。 （各社局線総合では世界第1位）            |
| 2    | 池袋駅       | 東京都豊島区           | 376,350  | 566,994  | 556,780  | 544,222  | 564,669  | 570,255  | （各社局線総合では世界第3位）                                              |
| 3    | 横浜駅       | 神奈川県横浜市西区     | 290,376  | 423,651  | 411,383  | 398,052  | 384,594  | 385,023  | 神奈川県内の駅として第1位。 （各社局線総合では世界第5位）                  |
| 4    | 東京駅       | 東京都千代田区         | 271,108  | 467,165  | 434,633  | 381,704  | 379,350  | 372,611  | 東海旅客鉄道（JR東海）の乗車人員を含まない。 （各社局線総合では世界第7位） |
| 5    | 渋谷駅       | 東京都渋谷区           | 222,150  | 370,856  | 372,234  | 403,277  | 423,884  | 428,165  | （各社局線総合では世界第2位）                                              |
| 6    | 品川駅       | 東京都港区             | 220,930  | 383,442  | 361,466  | 321,711  | 302,862  | 253,575  | 東海旅客鉄道の乗車人員を含まない。 （各社局線総合では世界第9位）           |
| 7    | 大宮駅       | 埼玉県さいたま市大宮区 | 188,576  | 258,108  | 250,479  | 235,151  | 231,599  | 228,219  | 埼玉県内の駅として第1位。                                                  |
| 8    | 新橋駅       | 東京都港区             | 175,368  | 281,971  | 265,955  | 244,916  | 236,116  | 230,393  |                                                                            |
| 9    | 北千住駅     | 東京都足立区           | 161,271  | 220,903  | 209,994  | 195,260  | 177,104  | 183,611  | （各社局線総合では世界第6位）                                              |
| 10   | 川崎駅       | 神奈川県川崎市川崎区   | 159,802  | 214,601  | 207,725  | 185,300  | 163,495  | 156,291  | 神奈川県内の駅として第2位。                                                |
| 11   | 秋葉原駅     | 東京都千代田区         | 156,102  | 252,267  | 243,921  | 226,646  | 171,166  | 137,736  |                                                                            |
| 12   | 高田馬場駅   | 東京都新宿区           | 139,544  | 211,687  | 202,554  | 202,396  | 201,936  | 211,761  |                                                                            |
| 13   | 立川駅       | 東京都立川市           | 122,033  | 168,512  | 163,903  | 157,517  | 150,009  | 132,672  | 特別区以外の東京都内の駅として第1位。                                      |
| 14   | 上野駅       | 東京都台東区           | 114,064  | 188,170  | 181,588  | 172,306  | 179,978  | 189,388  |                                                                            |
| 15   | 大崎駅       | 東京都品川区           | 108,842  | 173,136  | 154,544  | 126,436  | 093,709  | 057,101  |                                                                            |
| 16   | 西船橋駅     | 千葉県船橋市           | 103,947  | 139,347  | 134,362  | 125,855  | 105,892  | 106,048  | 千葉県内の駅として第1位。                                                  |
| 17   | 船橋駅       | 千葉県船橋市           | 103,879  | 138,950  | 137,173  | 134,705  | 131,579  | 131,611  | 千葉県内の駅として第2位。                                                  |
| 18   | 有楽町駅     | 東京都千代田区         | 103,759  | 173,003  | 167,424  | 162,445  | 153,113  | 156,273  |                                                                            |
| 19   | 蒲田駅       | 東京都大田区           | 103,465  | 146,337  | 143,272  | 133,748  | 131,947  | 129,724  |                                                                            |
| 20   | 中野駅       | 東京都中野区           | 103,284  | 150,886  | 144,916  | 123,968  | 113,569  | 117,090  |                                                                            |
| 21   | 田町駅       | 東京都港区             | 102,704  | 156,364  | 148,834  | 149,477  | 142,778  | 154,714  |                                                                            |
| 22   | 浜松町駅     | 東京都港区             | 102,663  | 162,143  | 155,334  | 153,594  | 144,085  | 152,620  |                                                                            |
| 23   | 吉祥寺駅     | 東京都武蔵野市         | 099,319  | 143,685  | 141,306  | 138,420  | 139,245  | 136,927  | 特別区以外の東京都内の駅として第2位。                                      |
| 24   | 柏駅         | 千葉県柏市             | 094,607  | 126,276  | 123,104  | 119,825  | 135,074  | 149,376  | 千葉県内の駅として第3位。                                                  |
| 25   | 恵比寿駅     | 東京都渋谷区           | 094,002  | 147,699  | 139,882  | 130,245  | 131,507  | 127,967  |                                                                            |
| 26   | 五反田駅     | 東京都品川区           | 092,254  | 141,351  | 133,814  | 129,154  | 126,137  | 132,411  |                                                                            |
| 27   | 武蔵小杉駅   | 神奈川県川崎市中原区   | 088,994  | 130,752  | 124,325  | 099,617  | 070,685  | 064,336  | 神奈川県内の駅として第3位。                                                |
| 28   | 戸塚駅       | 神奈川県横浜市戸塚区   | 082,817  | 112,606  | 110,797  | 105,662  | 101,458  | 097,391  | 神奈川県内の駅として第4位。                                                |
| 29   | 千葉駅       | 千葉県千葉市中央区     | 081,445  | 108,121  | 104,503  | 105,777  | 103,401  | 103,723  | 千葉県内の駅として第4位。                                                  |
| 30   | 藤沢駅       | 神奈川県藤沢市         | 081,065  | 109,617  | 107,447  | 102,284  | 095,436  | 092,640  | 神奈川県内の駅として第5位、電車特定区間外の駅として第1位。                 |
| 31   | 国分寺駅     | 東京都国分寺市         | 078,422  | 113,368  | 111,325  | 105,883  | 103,862  | 100,815  | 特別区以外の東京都内の駅として第3位。                                      |
| 32   | 町田駅       | 東京都町田市           | 077,722  | 112,540  | 112,161  | 109,077  | 104,452  | 100,602  | 特別区以外の東京都内の駅として第4位。                                      |
| 33   | 日暮里駅     | 東京都荒川区           | 077,308  | 115,092  | 107,399  | 096,633  | 078,921  | 077,469  |                                                                            |
| 34   | 津田沼駅     | 千葉県習志野市         | 076,886  | 103,912  | 103,404  | 101,247  | 103,922  | 105,205  | 千葉県内の駅として第5位。                                                  |
| 35   | 松戸駅       | 千葉県松戸市           | 074,813  | 099,909  | 100,079  | 099,468  | 101,602  | 104,051  |                                                                            |
| 36   | 錦糸町駅     | 東京都墨田区           | 074,343  | 105,669  | 105,191  | 099,032  | 089,700  | 085,652  |                                                                            |
| 37   | 浦和駅       | 埼玉県さいたま市浦和区 | 074,053  | 095,064  | 087,650  | 079,113  | 073,633  | 073,995  | 埼玉県内の駅として第2位。                                                  |
| 38   | 赤羽駅       | 東京都北区             | 073,842  | 097,249  | 092,146  | 086,869  | 086,459  | 082,041  |                                                                            |
| 39   | 大船駅       | 神奈川県鎌倉市         | 073,636  | 099,944  | 098,803  | 093,679  | 087,333  | 083,660  |                                                                            |
| 40   | 目黒駅       | 東京都品川区           | 072,657  | 115,560  | 108,163  | 102,310  | 098,344  | 106,820  |                                                                            |
| 41   | 西日暮里駅   | 東京都荒川区           | 072,214  | 100,940  | 098,681  | 094,059  | 087,392  | 096,355  |                                                                            |
| 42   | 神田駅       | 東京都千代田区         | 071,872  | 106,091  | 098,917  | 101,075  | 105,782  | 111,311  |                                                                            |
| 43   | 三鷹駅       | 東京都三鷹市           | 071,399  | 098,707  | 094,805  | 090,214  | 085,602  | 082,335  | 特別区以外の東京都内の駅として第5位。                                      |
| 44   | 大井町駅     | 東京都品川区           | 070,429  | 105,838  | 103,139  | 094,715  | 086,298  | 078,996  |                                                                            |
| 45   | 大森駅       | 東京都大田区           | 069,857  | 096,972  | 094,949  | 091,601  | 088,049  | 090,159  |                                                                            |
| 46   | 荻窪駅       | 東京都杉並区           | 067,231  | 090,715  | 087,473  | 085,093  | 083,095  | 082,768  |                                                                            |
| 47   | 御茶ノ水駅   | 東京都千代田区         | 066,530  | 105,890  | 104,890  | 101,617  | 106,967  | 116,955  |                                                                            |
| 48   | 四ツ谷駅     | 東京都新宿区           | 065,040  | 098,631  | 094,079  | 089,295  | 088,976  | 086,886  |                                                                            |
| 49   | 川口駅       | 埼玉県川口市           | 064,428  | 084,531  | 082,325  | 078,759  | 076,610  | 078,675  | 埼玉県内の駅として第3位。                                                  |
| 50   | 武蔵溝ノ口駅 | 神奈川県川崎市高津区   | 063,796  | 086,346  | 083,756  | 075,653  | 069,175  | 068,339  |                                                                            |

2000年度から2011年度までは、1位 - 8位の順位はほとんど変動がなかった（一部年度で新橋駅と大宮駅が入れ替わっている）。特に2011年度は前年度と比べて1位の新宿駅から27位の町田駅まで全く順位変動がなかった。
しかし、2012年度は（公開されている）1999年度から一貫して5位となっていた東京駅が再開発事業に伴い乗車人員が増加し、横浜駅を追い抜いて4位になった。2013年度は、渋谷駅が東急東横線・東京メトロ副都心線の直通により乗車人員が3万人以上減少して25年ぶりに40万人を下回り、19年間保持してきた3位の座から一気に2ランクも下げ5位まで転落し、東京駅と横浜駅の後塵を拝することになった。また、同年度は新たに北千住駅が高田馬場駅を追い抜き、初のベスト10入りを果たした。
品川駅は堅調に利用者数を伸ばしており、長らく6位の位置にいたが、2016年度で5位になった。
渋谷駅は利用者減に歯止めがかかっておらず、先述の通り、2013年度は3位から5位へ転落し、2016年度は品川駅にも追い抜かれ6位に転落した。2008年度の東京メトロ副都心線開通時は池袋駅とともに減少傾向にあり、2013年度の副都心線と東急東横線の直通運転開始後は、池袋駅は持ち直しつつある一方、渋谷駅はその傾向がない。
上野駅は、2015年度の上野東京ライン開通の影響で（上野駅で乗降しない）通過客が増えることから利用者減が危惧されていたが、東海道線方面からのアクセスが容易になったこともあり、利用者は増加している。
大崎駅は2000年度は山手線単独駅であり、乗車人員も5万人台だったが、2002年12月の埼京線、湘南新宿ライン、りんかい線の開業後は徐々に利用者数が増え、2018年度には有楽町駅、立川駅の2駅を抜いて14位に躍り出た。
秋葉原駅は2000年度時点で17位であったが、つくばエクスプレスの開業もあり、2006年度に上野駅を抜いてベスト10に入った。さらに2007年度に高田馬場駅を追い抜き、その後も順調に利用者数を増加させている。その一方、上野駅は2005年度まではベスト10にランクインしていたが、2006年度に高田馬場駅に追い抜かされた。2007年度から北千住駅・川崎駅に次いで13位に落ちた。
東北地方の駅では、東日本大震災の影響で、仙台駅の乗車人員が1万人以上減少するなどの大幅な減少を記録したほか、一部の駅がデータ無しとなった。しかし、2012年度に入り大半の駅で増加を記録し、特に仙台駅は仙石線あおば通駅開業後では最も多い乗車人員となった。
2020年度はコロナ禍の影響により多くの駅で2割以上の減少率を記録し、前年と比べて半分以上少なくなった駅もあった。また、この影響で横浜駅は9年ぶりに東京駅を追い抜き3位に入った。

## 取扱収入上位10位
1日平均。数字は2018年度。
- 1位 東京駅 - 3億2586万5000円。
- 2位 新宿駅 - 1億9569万6000円。
- 3位 仙台駅 - 1億5420万7000円。
- 4位 大宮駅 - 1億3909万4000円。
- 5位 池袋駅 - 1億2931万4000円。
- 6位 横浜駅 - 1億2329万8000円。
- 7位 上野駅 - 1億1163万7000円。
- 8位 品川駅 - 9771万4000円。
- 9位 渋谷駅 - 8641万4000円。
- 10位 新橋駅 - 7879万円。

## 関連会社
以下の関連会社等によりJR東日本グループを形成する。業種は鉄道関連に限らず多岐に渡る。詳細はJR東日本公式サイト を参照。各会社の業務内容については当該記事を参照。

### グループ会社
分類・掲載順はJR東日本公式サイト に準拠。
運輸
- ジェイアールバス関東
- ジェイアールバス東北
- 東京モノレール

ショッピングセンター
- アトレ
- ルミネ
- JR横浜湘南シティクリエイト
- JR中央線コミュニティデザイン
- ジェイアール東日本商業開発
- グランデュオ
- 錦糸町ステーションビル
- 千葉ステーションビル
- JR東日本青森商業開発
- JR東日本新潟シティクリエイト
- ステーションビルMIDORI

オフィス
- JR東日本ビルディング（略称：JEBL）

ホテル
- 日本ホテル
- 仙台ターミナルビル
- 盛岡ターミナルビル
- 秋田ステーションビル

エキナカ・小売・飲食
- JR東日本クロスステーション（略称：JR-Cross）
  - 2021年4月1日、JR東日本リテールネット（旧：東日本キヨスク）が、JR東日本フーズ（日本レストランエンタプライズとジェイアール東日本フードビジネスが合併）、JR東日本ウォータービジネス、鉄道会館の3社を吸収合併。
  - リテールカンパニー - JR東日本リテールネット（旧：東日本キヨスク）から継承

キオスク、NewDaysなどを運営。
  - フーズカンパニー - JR東日本フーズ（旧：日本レストランエンタプライズ・ジェイアール東日本フードビジネス）から継承

Becker's、BECK'S COFFEE SHOP、いろり庵きらく、駅弁屋などを運営。
  - ウォータービジネスカンパニー - JR東日本ウォータービジネス から継承。From AQUA（旧「大清水」）等の販売
  - デベロップメントカンパニー

エキュート、グランスタなどを運営。
- 紀ノ國屋
- JR東日本東北総合サービス

商事・物流
- JR東日本商事
  - JR東日本ライフサービス

- ジェイアール東日本物流

旅行・レンタカー
- JR東日本びゅうツーリズム&セールス
- JR東日本レンタリース

スポーツ・レジャー
- JR東日本スポーツ
- ガーラ湯沢

不動産管理・不動産アセットマネジメント
- ジェイアール東日本都市開発（略称：JRTK）
- JR東日本不動産投資顧問

情報・財務・人材サービス
- JR東日本情報システム（略称：JEiS）
- ジェイアール東日本ネットステーション - えきねっとの運営など。
- JR東日本マネジメントサービス
- JR東日本パーソネルサービス
  - 首都圏の主要駅に設置されている指定席券売機の案内係や、鉄道博物館のスタッフ等の人材派遣業務を手掛ける。

- JR東日本グリーンパートナーズ

クレジットカード
- ビューカード

広告・出版
- ジェイアール東日本企画（略称：jeki）
- JR東日本メディア
- オレンジページ - 主婦向け雑誌『オレンジページ』の出版。

駅・車内サービス・清掃整備・リネンサプライ
- JR東日本テクノハートTESSEI
- JR東日本運輸サービス
- JR東日本環境アクセス
- JR東日本ステーションサービス
- JR高崎鉄道サービス
- JR水戸鉄道サービス
- JR千葉鉄道サービス
- JR東日本テクノサービス
- JR盛岡鉄道サービス
- JR秋田鉄道サービス
- JR新潟鉄道サービス
- JR長野鉄道サービス
- JR東日本リネン
- JR東日本サービスクリエーション（略称：J-Creation） - 車内販売・アテンダント業務など。
  - 2019年4月1日、日本レストランエンタプライズ（現：JR東日本クロスステーション）の100%子会社として設立。同年7月1日、JR東日本の100%子会社となり営業開始。

建設コンサルタント・設備保守
- JR東日本コンサルタンツ
- JR東日本建築設計
  - 駅等の鉄道関連施設をはじめ、駅ビル等の商業施設の新築やリニューアル、ホテル、オフィスビル、集合住宅や文化施設等の設計や監理、デザインワークを行う。

- JR東日本ビルテック
- JR東日本メカトロニクス（略称：JREM）
- ユニオン建設
- 日本線路技術

車両製造・保全
- 総合車両製作所（略称：J-TREC）
  - 2011年4月に東急車輛製造から鉄道車両事業を継承し設立した子会社。2014年4月にはJR東日本直営だった新津車両製作所を譲渡し、総合車両製作所新津事業所とした。

- JR東日本テクノロジー（略称：JRTM）

海外鉄道コンサルタント
- 日本コンサルタンツ

海外生活サービス
- 台灣捷爾東事業開發股份有限公司
- 捷福旅館管理顧問股份有限公司
- JR East Business Development SEA Pte. Ltd.

発電・地域冷暖房
- JR東日本エネルギー開発
- 新宿南エネルギーサービス
- えきまちエナジークリエイト

コーポレートベンチャーキャピタル
- JR東日本スタートアップ - 新興企業に出資するコーポレートベンチャーキャピタル（CVC）。2018年設立。投資収益でなく、業務効率化や新規事業に役立つ企業を発掘し、実証実験を経て投資する。

### 関連団体
- 東日本鉄道文化財団 - 鉄道博物館、青梅鉄道公園等を運営。
- 交通博物館 - 2006年5月14日閉館。

### 持分法適用関連会社
- JTB
- セントラル警備保障
- 日本電設工業
- 鉄建建設
- 東鉄工業
- 第一建設工業

### その他の出資会社
- 埼玉新都市交通 - ニューシャトルを運営。約35%を出資。
- 東京臨海高速鉄道 - りんかい線を運営。
- 交通新聞社 - 旧・弘済出版社。
- ジェフユナイテッド - JR東日本と古河電気工業が出資するJリーグチーム「ジェフユナイテッド市原・千葉」。
- ケーブルテレビ品川
- メディアさいたま
- UQコミュニケーションズ
- 成田空港高速鉄道
- 仙台空港鉄道
- 日本旅行 - 2002年からはJR西日本の連結子会社。
- JR東日本台湾事業開発（中国語: 台灣捷爾東事業開發股份有限公司、英語: JRE Business Development Taiwan, Inc.） - 駅弁を含む飲食業や駅、ホテル業、ビルなどの不動産業を運営のため、台湾・台北市に2018年4月3日設立[133]。2019年、現地で日本の旅行商品販売やインバウンド情報を発信する「JAPAN RAIL CAFE」を市内（台北南山広場内「微風南山アトレ」）に開設[134]。2021年8月、JR東日本グループとしてホテルの海外初出店となる「ホテルメトロポリタン プレミア 台北」に台湾台北市で開業。
- ウェスト・ミッドランズ・トレインズ - イギリスの列車運行会社。

## 労働組合
2025年4月1日現在、JR東日本には12の労働組合がある。カッコ内は略称。
| 名称                                                                 | 上部組織                               |
| -------------------------------------------------------------------- | -------------------------------------- |
| 東日本旅客鉄道労働組合（JR東労組）                                   | 全日本鉄道労働組合総連合会（JR総連）   |
| JR東日本輸送サービス労働組合（JTSU-E）                               | 日本輸送サービス労働組合連合会（JTSU） |
| JR東日本労働組合（東日本ユニオン）                                   |                                        |
| JR東労働組合（JRひがし労）                                           |                                        |
| 国鉄労働組合東日本本部（国労東日本）                                 | 国鉄労働組合（国労）                   |
| JR東日本新鉄道労働組合（新鉄労組）                                   |                                        |
| JR東日本新潟労働組合（JR新潟労組）                                   |                                        |
| ジェイアール・イーストユニオン（JREユニオン）                        | 日本鉄道労働組合連合会（JR連合）       |
| 国鉄動力車労働組合総連合（動労総連合）                               |                                        |
| 鉄道産業労働組合（鉄産労）                                           |                                        |
| 国鉄水戸動力車労働組合（動労水戸）                                   |                                        |
| 全日本建設交運一般労働組合全国鉄道東日本本部（建交労鉄道東日本本部） | 全日本建設交運一般労働組合（建交労）   |

組合員数が最大の労働組合は東日本旅客鉄道労働組合である。会社設立以来、労使共同宣言を締結し、協調路線を取っていたが、2018年の春闘において、「一律定額ベア」を要求、争議行為を予告した。そのため、会社から「労使共同宣言の失効」を通知され、以後、組合員の脱退が相次ぎ、わずか4か月の間に組織の3分の2にあたる約3万2千人が脱退し、定期大会で異例の「敗北宣言」を採択する事態となった。
脱退により大半の事業所で過半数の労組がない状況となり、労働基準法第三十六条に基づく協定（いわゆる三六協定）の締結を行うための代表者の選出として親睦団体「社友会」が設立されたが、社友会は労働組合ではない。
各労働組合のうち、東日本旅客鉄道労働組合、JR東日本輸送サービス労働組合、JR東日本労働組合、JR東労働組合、国鉄労働組合東日本本部、JR東日本新鉄道労働組合、JR東日本新潟労働組合、ジェイアール・イーストユニオン、全日本建設交運一般労働組合全国鉄道東日本本部および国鉄水戸動力車労働組合は、会社との間で労働協約を締結している。

## 住宅事業
宅地・マンションの分譲などを行っている。宅建業の免許番号は国土交通大臣（5）第5287号。

### 宅地分譲
バブル期の地価高騰を反映して栃木県喜連川町（現・さくら市）に開発したフィオーレ喜連川を皮切りに、東京駅から90km圏外の郊外地に新興住宅地（住宅分譲地〈団地〉）を開発している。喜連川と桂台については分譲開始から20年以上経過しているが新規売出中であり、首都圏本部・大宮支社・八王子支社を中心とする駅や電車内に交通広告を掲出している。
- フィオーレ喜連川（弘済建物と共同）
- パストラルびゅう桂台（猿橋駅前、清水建設と共同）
- びゅうヴェルジェ安中榛名（安中榛名駅前、ジェイアール東日本都市開発・鉄建建設・西松建設と共同）
- びゅうフォレスト喜連川（栃木県さくら市、フィオーレ喜連川の北隣）

このほか、ジェイアール東日本都市開発の住宅部門による「びゅう陽花里 前橋大島」がある。

### 分譲マンション
1997年から2004年にかけて、完全子会社のジェイアール東日本住宅開発（現：ジェイアール東日本都市開発）と共同で「びゅうパルク」ブランドのマンション開発していた。社宅跡地や事業遊休地などに建築しており、ほとんどの物件で販売は三菱地所リアルエステートサービス、分譲時のマンション管理は三菱地所コミュニティへ委託していた。
また、駅前や線路沿いの再開発によって、幕張ベイタウン（一部住戸）、ラムザタワー、びゅうサイトタワーなどの開発に参画している。

### 賃貸マンション
正社員の減少により余剰となった社宅をジェイアール東日本都市開発がリノベーションを行い、賃貸マンションとして運用されている。

## 銀行代理事業
2024年5月9日から、銀行代理事業として金融サービス「JRE BANK」を開始した。

## 関連人物
- 駅放送や車内放送の担当アナウンサー
  - 堺正幸（日本語）- 新幹線や在来線特急列車の車内自動放送[141]。
  - ジーン・ウィルソン - 新幹線[141] の英語放送。
  - 三浦七緒子（日本語）、クリステル・チアリ（英語） - 首都圏の通勤電車の車内自動放送[141]。
  - 向山佳比子、田中一永、津田英治 - 東京圏輸送管理システムを導入している主な駅の自動放送。津田は順次引退し、田中に交代中。
  - 村山明 - 埼京線と京葉線の駅放送[142]。
  - よしいけいこ - 関東近郊の一部駅の駅放送[143]。
  - ルミコ・バーンズ - 成田エクスプレスや駅英語放送[144]。
- 従業員
  - 井上あかり - 柔道選手。
  - 烏帽子美久 - 柔道選手。
  - 大住有加 - 柔道選手。
  - 五味奈津実 - 柔道選手。
  - 佐藤拓也 - 野球部に所属。
  - 柴田理帆 - 柔道選手。
  - 白石のどか - 柔道選手。
  - 田中志歩 - 柔道選手。
  - 土井雅子 - 柔道選手。
  - 柳樂祐里 - 柔道選手。
  - 西村亮 - 東北野球部監督。
  - 濵岡武明 - 野球部監督。前新橋駅副駅長。
  - 福見友子 - 柔道選手。
  - ヘンプヒル恵 - 陸上競技選手。アトレに所属。
  - 前田奈恵子 - 柔道選手。
  - 宮沢大志 - クロスカントリースキー選手。スポーツスキー部所属。
  - 蓬田智佳 - 柔道選手。
  - 吉永健太朗 - JR東日本硬式野球部に所属していた。第93回全国高等学校野球選手権大会（2011年夏）優勝投手。
  - 山口裕次郎 - 野球部に所属。
  - 山本浩司 - 野球部コーチ。
- 元従業員
  - 赤星憲広 - 阪神タイガース入団前、社会人野球で活躍。車掌の資格も取得。
  - 天津いちは - モデル、コスプレイヤー、YouTuber、TikToker。JR東日本在籍時には、設備管理部署や研修時にはターミナル駅に駅員として勤務。
  - 小坂誠 - プロ野球入団前はJR東日本東北硬式野球部に所属。
  - 小林正明 - JR貨物社長、会長。JR貨物勤務以前にJR東日本に在籍。
  - 須田鷹雄 - 競馬評論家。2年間勤務。
  - 関大地 - 『乗務員室から見たJR』の著者。高崎支社の保線→車掌をしており、語学に堪能なことから肉声英語放送を始めた人物とされている。2019年退社。
  - 高森奈津美 - 声優デビュー前に上野駅勤務。
  - 田嶋大樹 - プロ野球入団前は野球部に所属。
  - 田城郁 - 元参議院議員。労働運動家。元運転士。
  - 田中広輔 - プロ野球入団前は野球部に所属。
  - チャーリーにしなか - 漫画家。元新宿駅勤務。
  - 新延拳 - 詩人。高崎支社総務部長、厚生部長などを歴任。
  - 羽生英之 - 東京ヴェルディ1969代表取締役社長、Jリーグ元事務局長。
  - 藤原新 - 八王子支社勤務時にランニングチーム創設者に名を連ね、ニューイヤー駅伝への初出場に貢献した。
  - 堀井哲也 - 野球部元監督。
  - 松崎明 - 労働運動家。
  - 渡辺華奈 - 総合格闘家。柔道部に所属。
- 幹部
  - 新井良亮 - ルミネ相談役。
  - 石井圭 - JR東日本仙台支社事業部長、JR中央ラインモール社長。
  - 石田義雄 - JR東日本代表取締役副社長、取締役副会長、国際鉄道連合会長、日本鉄道運転協会会長。
  - 小縣方樹 - JR東日本代表取締役副社長、取締役副会長。
  - 稲生武 - JR東日本取締役。
  - 金築誠志 - JR東日本監査役。
  - 川上尚貴 - JR東日本顧問。
  - 佐々木毅 - JR東日本社外取締役。
  - 澤本尚志 - JR東日本常務取締役鉄道事業本部長。
  - 椎橋章夫 - JR東日本メカトロニクス代表取締役社長。
  - 白川保友 - JR東日本取締役、常務。
  - ジェイ・ウォーリー・ヒギンズ - 企画本部国際部顧問。
  - 末松安晴 - JR東日本社外取締役。
  - 鈴木基行 - JR東日本JR東北技術研究会会長。
  - 須田征男 - JR東日本東京支社支社長、取締役、常務。
  - 谷哲二郎 - JR東日本代表取締役副社長、ルミネ代表取締役社長。
  - 仁志田昇司 - JR東日本レンタリース代表取締役社長。退職後に福島県保原町町長、伊達市市長を歴任。
  - 原恒雄 - JR東日本長野支社取締役支社長。
  - 細谷英二 - 国鉄時代から取締役を務め、副社長を歴任。
  - 山本卓朗 - 鉄建建設代表取締役社長兼執行役員社長。

## テレビ番組
JR東日本を取り上げたテレビ番組
- 日経スペシャル カンブリア宮殿（テレビ東京）
  - 史上最悪から史上空前の鉄道会社へ! 〜民営化30年...攻め続けるJR東日本〜（2018年10月18日）- JR東日本 会長 冨田哲郎が出演[145]。
  - JR東日本 第2弾! 客に愛され、地域に愛されるポッポ屋へ!（2018年10月25日）- 同上[146]。
- 日経スペシャル ガイアの夜明け（テレビ東京）
  - 鉄道! 新時代へ 〜100年に一度の大改革〜（2025年4月18日）- 高輪ゲートウェイシティの開発、および東京総合指令室におけるワンマン運転の運用について取材[147]。